# Fiat 500 (2007)

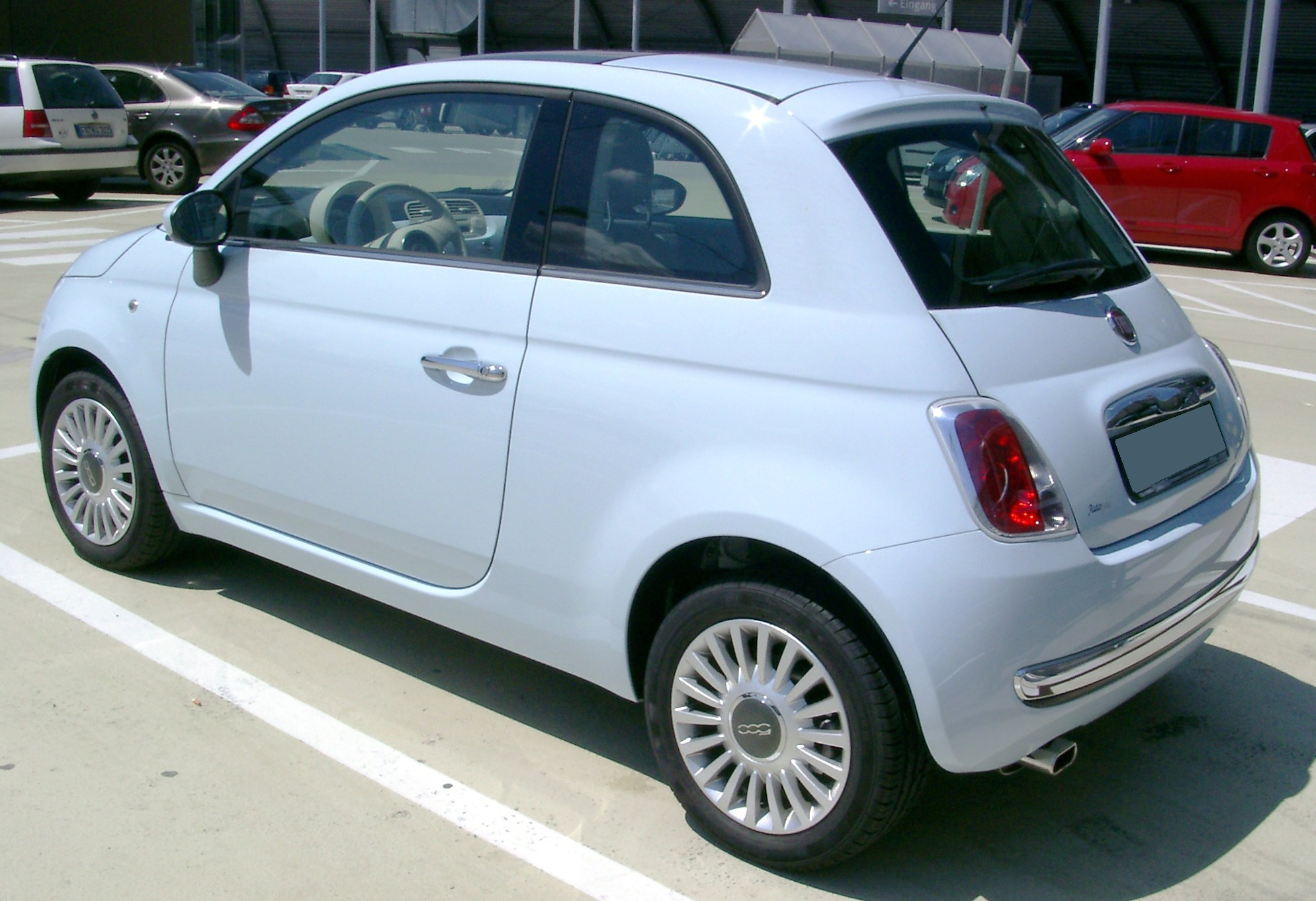
Heckansicht

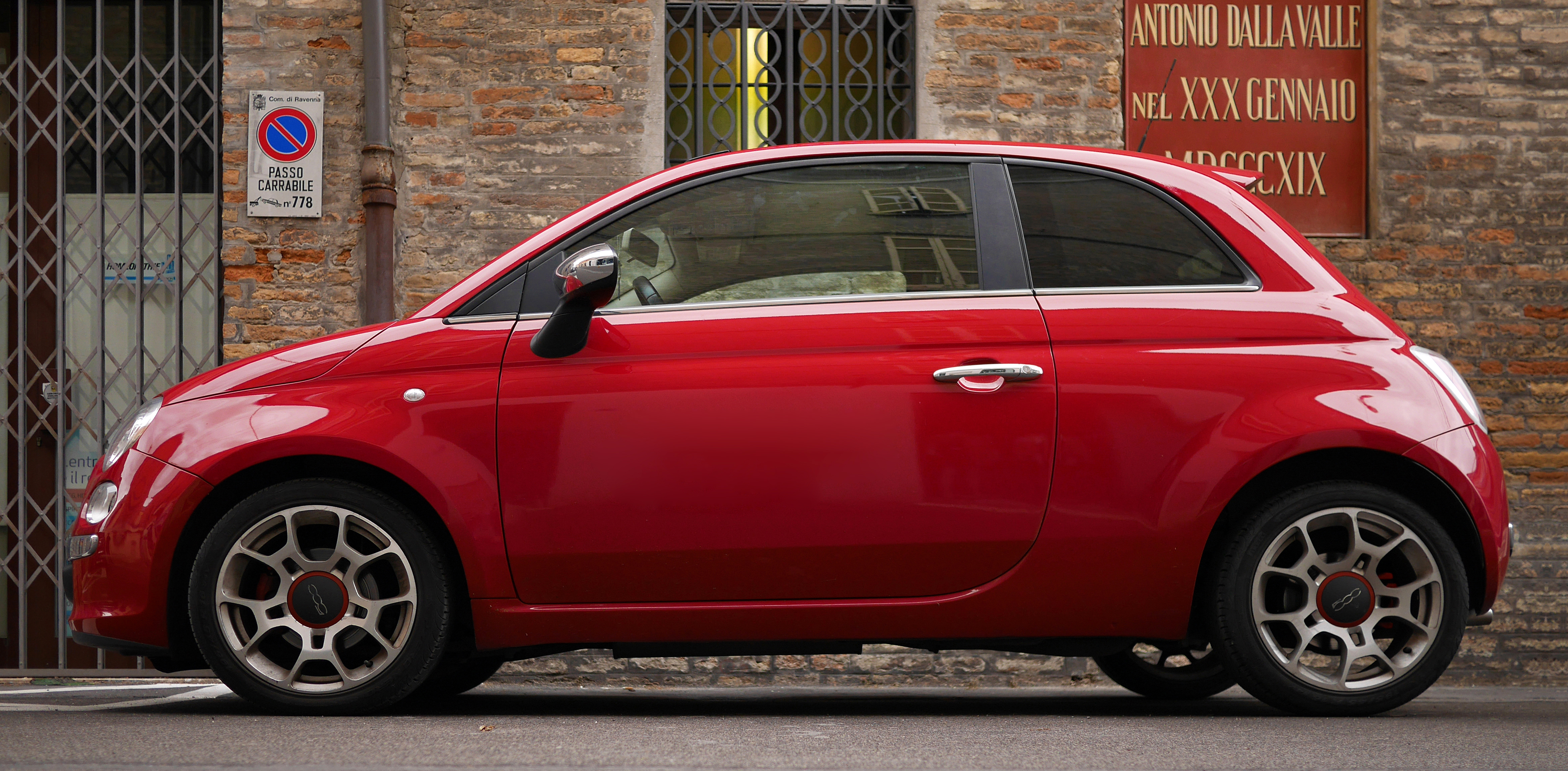
Retro-Design

Der Fiat 500 von 2007 ist ein Pkw-Modell des italienischen Automobilherstellers Fiat. Er wird der sogenannten Kleinstwagenklasse zugerechnet, obwohl er deutlich größer ist als sein stilistisches Vorbild, der von 1957 bis 1977 hergestellte Fiat Nuova 500. Unter dem Namen Fiat Trepiùno wurde 2004 auf dem Genfer Auto-Salon eine Retro-Design-Studie vorgestellt.
Am 4. Juli 2007 – 50 Jahre nach Vorstellung des Nuova 500 – präsentierte Fiat den Wagen offiziell. Der Verkauf in Deutschland begann am 27. Oktober 2007.
In der Modellhistorie von Fiat ist der neue 500 der direkte Nachfolger des Seicento. Im Gegensatz zu seinen als günstige Einstiegsmodelle geltenden Vorgängern soll der 500 Lifestyle-Produkt nach Vorbild des Mini sein. Technisch teilt sich der 500 viele Komponenten wie die Motoren und die Bodengruppe mit dem Panda. Die Preise des Fiat 500 lagen etwa 1.500 Euro über denen des Panda.
Am 19. November 2007 wurde der neue Fiat 500 zum Auto des Jahres 2008 gewählt.
Ende 2013 brachte Fiat die sportlich anmutende Version 500S auf den Markt. 2019 war mit 375.000 Fahrzeugen das erfolgreichste Verkaufsjahr. Zum Genfer Auto-Salon 2020 wurde die nächste Generation auf einer neuen Plattform als elektrischer 500E zusätzlich vorgestellt.
Anfang Juli 2024 wurde die Produktion eingestellt. Insgesamt wurden seit 2007 über 3,2 Millionen Modelle produziert. In Deutschland verkaufte Fiat 350.000 Stück.

## Entwicklung
Der Fiat Trepiùno wurde als Designgrundlage für das Serienmodell auf dem Genfer Auto-Salon 2004 vorgestellt.

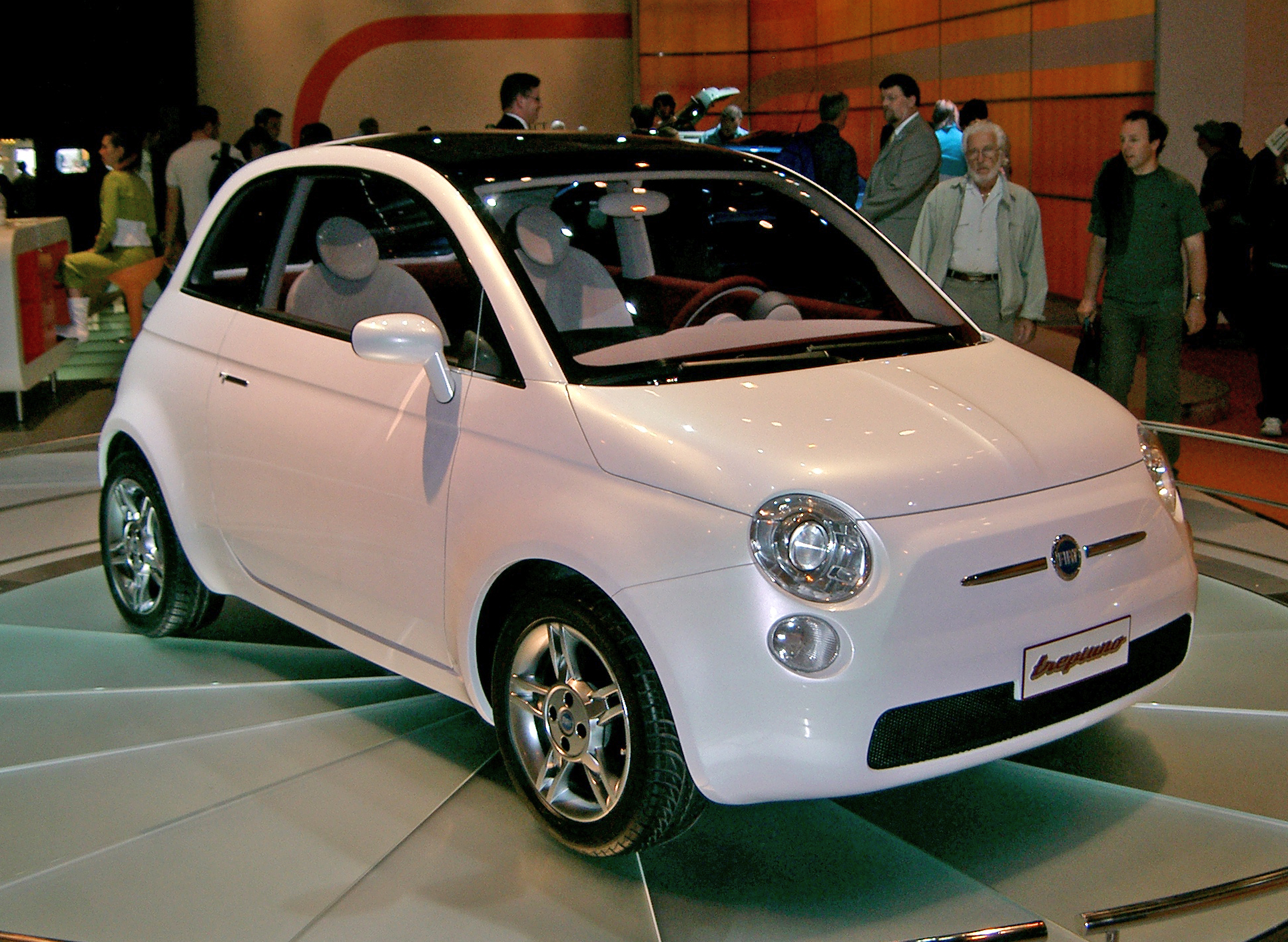
Die Studie Fiat Trepiùno von 2004

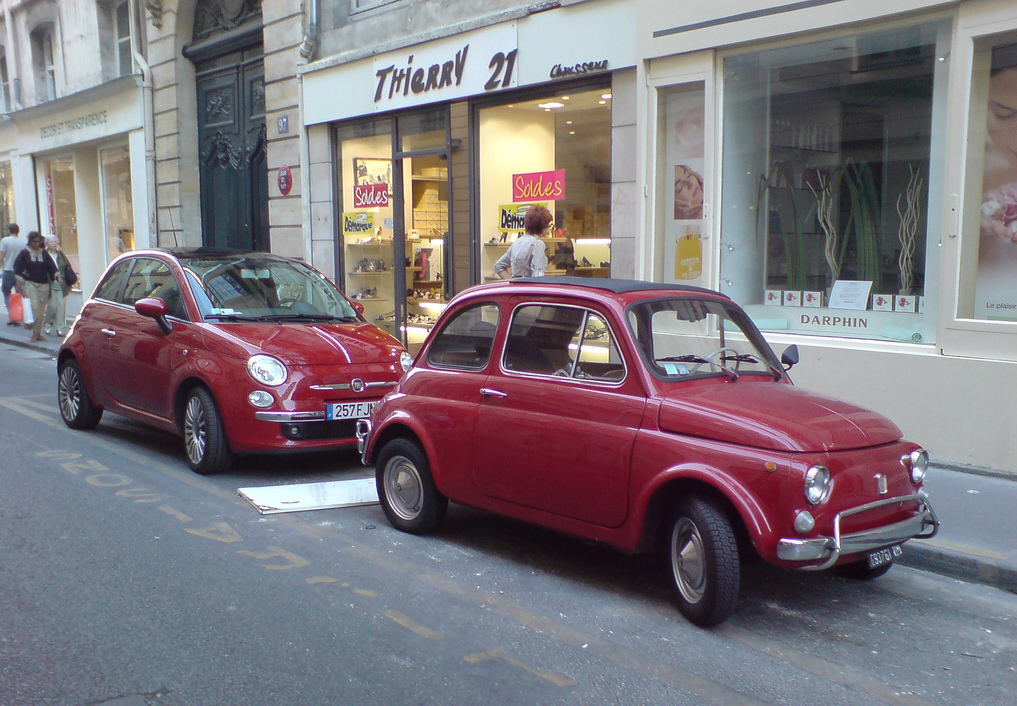
Das Serienmodell sowie das historische Vorbild

Auf einer Außenlänge von 3,30 Meter erinnerte das Retro-Design ohne Kühlergrill und mit Rundscheinwerfern und dem steil abfallenden Heck an den alten Fiat 500 nuova mit Faltschiebedach. Weitere Eigenschaften der technisch mit dem Fiat Panda verwandten Studie waren große Leichtmetallräder, ein weiß-roter Innenraum mit zentralem LC-Informationsdisplay und ein besonderes Sitzkonzept: In Normalstellung gibt es einen 2+2-Sitzer mit hinteren umlegbaren Notsitzen. Klappt der Beifahrer die Armaturenblende vor sich weg und rutscht nach vorne, entsteht hinter ihm ein Sitzplatz mit genügend Beinfreiheit, es entsteht ein 3+1-Sitzer; daher auch der Name der Konzeptstudie Trepiùno („drei plus eins“). Die platzsparenden Sitze aus zwei unterschiedlich harten Schichten Polyurethan sind besonders dünn und sollen dennoch genügend Komfort bieten.
Das Retro-Design war seit den 1990er-Jahren von verschiedenen Herstellern mit unterschiedlichem Erfolg angewandt worden, darunter Wagen wie der VW New Beetle, der Nissan Figaro und der Chrysler PT Cruiser. Direkter Konkurrent des 500 ist der seit dem Jahr 2001 produzierte Mini, der ebenfalls eine Neuinterpretation eines historischen Kleinwagens ist.
Zu Kommunikations- und Werbezwecken sicherte sich das Herstellerwerk die Domains fiat500.de und fiat500.com schon vor der Markteinführung. Dort hatte nun jeder die Möglichkeit, die Optik und Ausstattung des künftigen Serienmodells zu beeinflussen. „Dieses Vorgehen ist einmalig“, sagte Markenvorstand Luca Cordero di Montezemolo, „zum ersten Mal in der Geschichte von Fiat, vielleicht sogar der gesamten Automobilindustrie, wird ein neues Auto unter aktiver Mitarbeit der Öffentlichkeit entwickelt.“ Zusätzlich ließ sich aus einer Reihe vorgegebener Ausstattungsdetails (Leichtmetallfelgen, Farben usw.) der individuelle Fiat 500 zusammenstellen. Auch diese Beiträge nähmen Einfluss auf die zukünftige Serienproduktion, versprach der Hersteller.
Nach einer von der Designabnahme bis zum Serienanlauf verhältnismäßig kurzen Entwicklungszeit von 18 Monaten wird der neue Fiat 500 (seit August 2008 zusammen mit dem neuen Ford Ka) im Fiat-Werk Tychy (Polen) gebaut; anfangs war eine jährliche Produktion von 120.000 Exemplaren geplant. Das Fahrzeug sollte zunächst am 15. September 2007 erscheinen, dieses Datum wurde auf den 4. Juli 2007, also exakt auf den 50. Jahrestag der Vorstellung des Nuova 500, vorgezogen. Wegen der hohen Nachfrage kam es bei der Auslieferung des Fiat 500 an die Kunden teilweise zu Wartezeiten von bis zu acht Monaten. Im Februar 2008 gab Fiat bekannt, die Produktion auf 190.000 Exemplare jährlich zu erhöhen. Die Einheiten für den amerikanischen Kontinent werden seit 2012 im Werk der Chrysler de México bei Toluca gebaut.
Seit Oktober 2012 wird auch der Fiat 500L angeboten, ein Minivan mit Designelementen des Fiat 500, jedoch auf Basis des Fiat Punto. Die Familie wurde 2014 durch den Mini-SUV Fiat 500X erweitert, der mit dem Jeep Renegade auf einer technischen Basis steht.
2016 erhielt der 500 eine Modellpflege.

## Technik
Der Fiat 500 des Modelljahrs 2007/2008 teilt sich eine technische Plattform mit dem Fiat Panda, weshalb viele Bauteile des Panda im 500 eingesetzt werden. In einigen Bereichen musste die Technik jedoch abgeändert werden: Wegen der kurzen Überhänge, der großen Räder und der nach oben eingezogenen Seitenfenster bekam der Wagen einen neuen Vorderbau mit nach hinten versetztem Kühler. Eine Besonderheit ist das Start-Stopp-System, das in Verbindung mit weiteren Maßnahmen den Verbrauch um 3 bis 10 Prozent senken soll.
Im Januar 2020 wurde eine Mild-Hybrid-Version mit 1.0-l-Dreizylinder-Ottomotor bestellbar, die bereits EURO 6d erfüllt.

### Technische Daten
| Technische Daten             | Technische Daten | Technische Daten | Technische Daten | Technische Daten        | Technische Daten          | Technische Daten | Technische Daten        | Technische Daten     | Technische Daten          | Technische Daten                  |
| Modell                       | Zylinder         | Ventile          | Hubraum cm³      | Max. Leistung bei min−1 | Max. Drehmoment bei min−1 | 0–100 km/h       | Höchst- geschwindigkeit | Verbrauch (l/100 km) | CO2-Emission              | Bauzeit                           |
| Ottomotoren                  | Ottomotoren      | Ottomotoren      | Ottomotoren      | Ottomotoren             | Ottomotoren               | Ottomotoren      | Ottomotoren             | Ottomotoren          | Ottomotoren               | Ottomotoren                       |
| ---------------------------- | ---------------- | ---------------- | ---------------- | ----------------------- | ------------------------- | ---------------- | ----------------------- | -------------------- | ------------------------- | --------------------------------- |
| 0.9 TwinAir Turbo            | 2                | 8                | 875              | 63 kW (85 PS)/5500      | 145 Nm/1900               | 11,0 s           | 173 km/h                | 3,8 S                | 90 g/km                   | 10/2010–08/2019                   |
| 0.9 TwinAir erdgas Turbo 1   | 2                | 8                | 875              | 63 kW (85 PS)/5500      | 145 Nm/1900               | 11,0 s           | 173 km/h                | 4,1 S                | 95 g/km (Erdgas: 80 g/km) | 06/2011–08/2019                   |
| 0.9 TwinAir Turbo            | 2                | 8                | 875              | 77 kW (105 PS)/3750     | 145 Nm/2000               | 10,0 s           | 188 km/h                | 4,2 S                | 99 g/km                   | 12/2013–07/2018                   |
| 1.0 6V Mild-Hybrid 3         | 3                | 6                | 999              | 51 kW (70 PS)/6000      | 92 Nm/3500                | 14,7 s           | 163 km/h                | 3,9 S                | 88 g/km                   | 01/2020–07/2024                   |
| 1.2 8V                       | 4                | 8                | 1242             | 51 kW (69 PS)/5500      | 102 Nm/3000               | 12,9 s           | 160–163 km/h            | 4,9 S                | 115 g/km                  | 09/2007–12/2020                   |
| 1.2 8V LPG                   | 4                | 8                | 1242             | 51 kW (69 PS)/5500      | 102 Nm/3000               | 12,9 s           | 160 km/h                | 5,0 S                | 117 g/km (LPG: 104 g/km)  | 02/2018–12/2020                   |
| 1.4 16V                      | 4                | 16               | 1368             | 74 kW (101 PS)/6000     | 131 Nm/4250               | 10,5 s           | 182 km/h                | 5,6–6,3 S            | 130–149 g/km              | 09/2007–12/2013                   |
| Abarth 500/500C              | 4                | 16               | 1368             | 99 kW (135 PS)/5500     | 180 Nm/4500 (206 Nm/3000) | 7,9 s            | 205 km/h                | 6,5 S                | 155 g/km                  | 08/2008–11/2013 [08/2011–08/2012] |
| Abarth 500/500C Autom. (MTA) | 4                | 16               | 1368             | 103 kW (140 PS)/5500    | 180 Nm/4500 (206 Nm/2000) | 8,1 s            | 205 km/h                | 6,5 S                | 151 g/km                  | 08/2012–12/2013 [06/2010–06/2016] |
| Abarth 595 Custom            | 4                | 16               | 1368             | 103 kW (140 PS)/5500    | 206 Nm/2000               | 7,9 s            | 205 km/h                | 6,0 S                | 139 g/km                  | 08/2015–06/2016                   |
| Abarth 595/595C              | 4                | 16               | 1368             | 107 kW (145 PS)/5500    | 206 Nm/3000               | 7,8 s            | 210 km/h                | 6,0–6,5 S            | 139–155 g/km              | 06/2016–05/2022                   |
| Abarth Esseesse              | 4                | 16               | 1368             | 118 kW (160 PS)/5750    | 206 Nm/3000 (230 Nm/3000) | 7,4 s            | 211 km/h                | 6,5 S                | 155 g/km                  | 01/2009–03/2013                   |
| Abarth 595/595C Competizione | 4                | 16               | 1368             | 118 kW (160 PS)/5500    | 230 Nm/3000               | 7,4 s            | 205–210 km/h            | 6,5 S                | 155 g/km                  | 08/2012–04/2016                   |
| Abarth 595 Turismo           | 4                | 16               | 1368             | 118 kW (160 PS)/5500    | 230 Nm/3000               | 7,4 s            | 210 km/h                | 6,0 S                | 139 g/km                  | 07/2012–06/2016                   |
| Abarth 595//595C Pista       | 4                | 16               | 1368             | 118 kW (160 PS)/5500    | 230 Nm/3000               | 7,3 s            | 216 km/h                | 6,0 S                | 139 g/km                  | 06/2017–11/2019                   |
| Abarth 595//595C Pista       | 4                | 16               | 1368             | 121 kW (165 PS)/5500    | 230 Nm/2250               | 7,3 s            | 218 km/h                | 6,8 S                | 155 g/km                  | 11/2019–12/2020                   |
| Abarth 595/595C Turismo      | 4                | 16               | 1368             | 121 kW (165 PS)/5500    | 230 Nm/3000               | 7,3 s            | 218 km/h                | 6,0–6,5 S            | 139–155 g/km              | 06/2016–07/2024                   |
| Abarth 695/695C XSR Yamaha   | 4                | 16               | 1368             | 121 kW (165 PS)/5500    | 230 Nm/3000               | 7,3 s            | 218 km/h                | 6,0 S                | 139 g/km                  | 06/2017–08/2018                   |
| Abarth 595/595C Competizione | 4                | 16               | 1368             | 132 kW (180 PS)/5500    | 250 Nm/3000               | 6,7 s            | 225 km/h                | 6,0 S                | 139 g/km                  | 06/2015–05/2022                   |
| Abarth 695                   | 4                | 16               | 1368             | 132 kW (180 PS)/5750    | 230 (250) Nm/3300         | 6,9 s            | 225 km/h                | 6,5 S                | 151 g/km                  | 10/2010–08/2018                   |
| Abarth 695                   | 4                | 16               | 1368             | 132 kW (180 PS)/5750    | 250 Nm/2250               | 6,7 s            | 225 km/h                | 6,9 S                | 156 g/km                  | 05/2022–07/2024                   |
| Abarth 695 70° Anniversario  | 4                | 16               | 1368             | 132 kW (180 PS)/5750    | 250 Nm/3000               | 6,7 s            | 225 km/h                | 6,8 S                | 155 g/km                  | 10/2019–12/2021                   |
| Abarth 695 Tributo 131 Rally | 4                | 16               | 1368             | 132 kW (180 PS)/5500    | 250 Nm/2250               | 6,7 s            | 225 km/h                | 6,7 S                | 153 g/km                  | 05/2022–10/2022                   |
| Abarth 695 75° Anniversario  | 4                | 16               | 1368             | 132 kW (180 PS)/5500    | 250 Nm/2250               | 6,7 s            | 225 km/h                | 7,2 S                | 162 g/km                  | 02/2024–07/2024                   |
| Abarth 695 Biposto           | 4                | 16               | 1368             | 140 kW (190 PS)/5750    | 270 Nm/2500               | 5,9 s            | 230 km/h                | 6,2 SP               | 145 g/km                  | 12/2014–08/2018                   |
| Dieselmotoren                |                  |                  |                  |                         |                           |                  |                         |                      |                           |                                   |
| 1.3 JTD Multijet 16V         | 4                | 16               | 1248             | 55 kW (75 PS)/4000      | 145 Nm/1500               | 12,5 s           | 165 km/h                | 4,2 D                | 111 g/km                  | 09/2007–09/2010                   |
| 1.3 Multijet 16V DPF         | 4                | 16               | 1248             | 70 kW (95 PS)/4000      | 200 Nm/1500               | 10,7 s           | 180 km/h                | 3,5 D                | 89 g/km                   | 12/2009–07/2018                   |
| Elektromotor                 |                  |                  |                  |                         |                           |                  |                         |                      |                           |                                   |
| 500e                         | Elektromotor     | Elektromotor     | Elektromotor     | 83 kW (113 PS)          | 200 Nm                    | 9,3 s            | 137 km/h 2              | 18 kWh               | 0 g/km                    | 08/2013–09/2019                   |

- Bauzeit Datum in eckiger Klammer gelten für das Cabriolet.
- Fünf-Gang-Schaltgetriebe (Sechs-Gang-Schaltgetriebe für 1,4-Liter-Motor und 1,0-Liter-Mild-Hybrid)
- Automatisiertes Getriebe Dualogic (für 0,9-, 1,2- und 1,4-Liter-Motoren)
- einstufiges Untersetzungsgetriebe beim 500e
- 70 kW nur mit Stopp-Start-Automatik
- Drehmomentangaben in der Klammer gelten für den Sport-Modus (erhöhter Ladedruck).

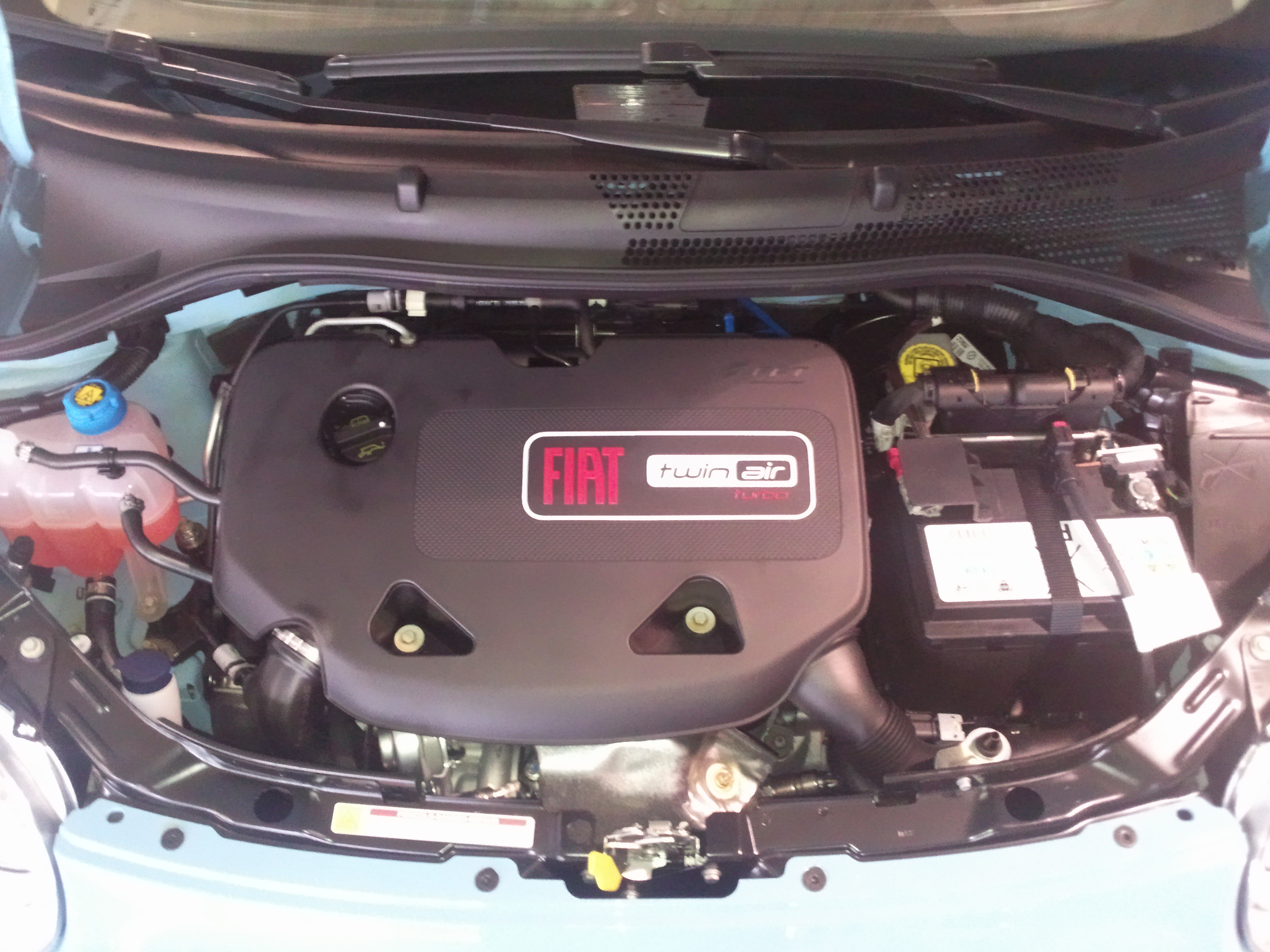
0,9 TwinAir 8V
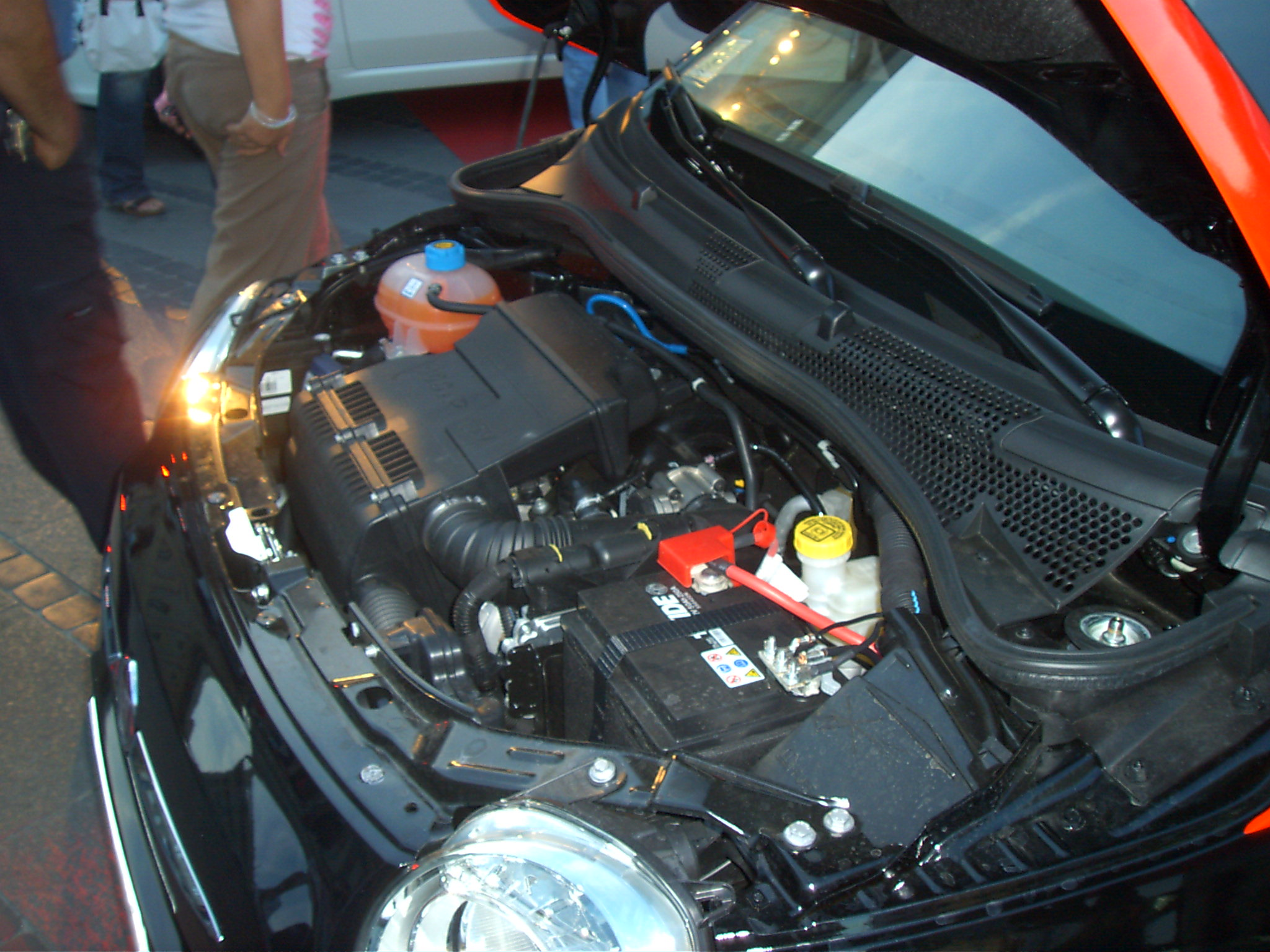
1.2 8V
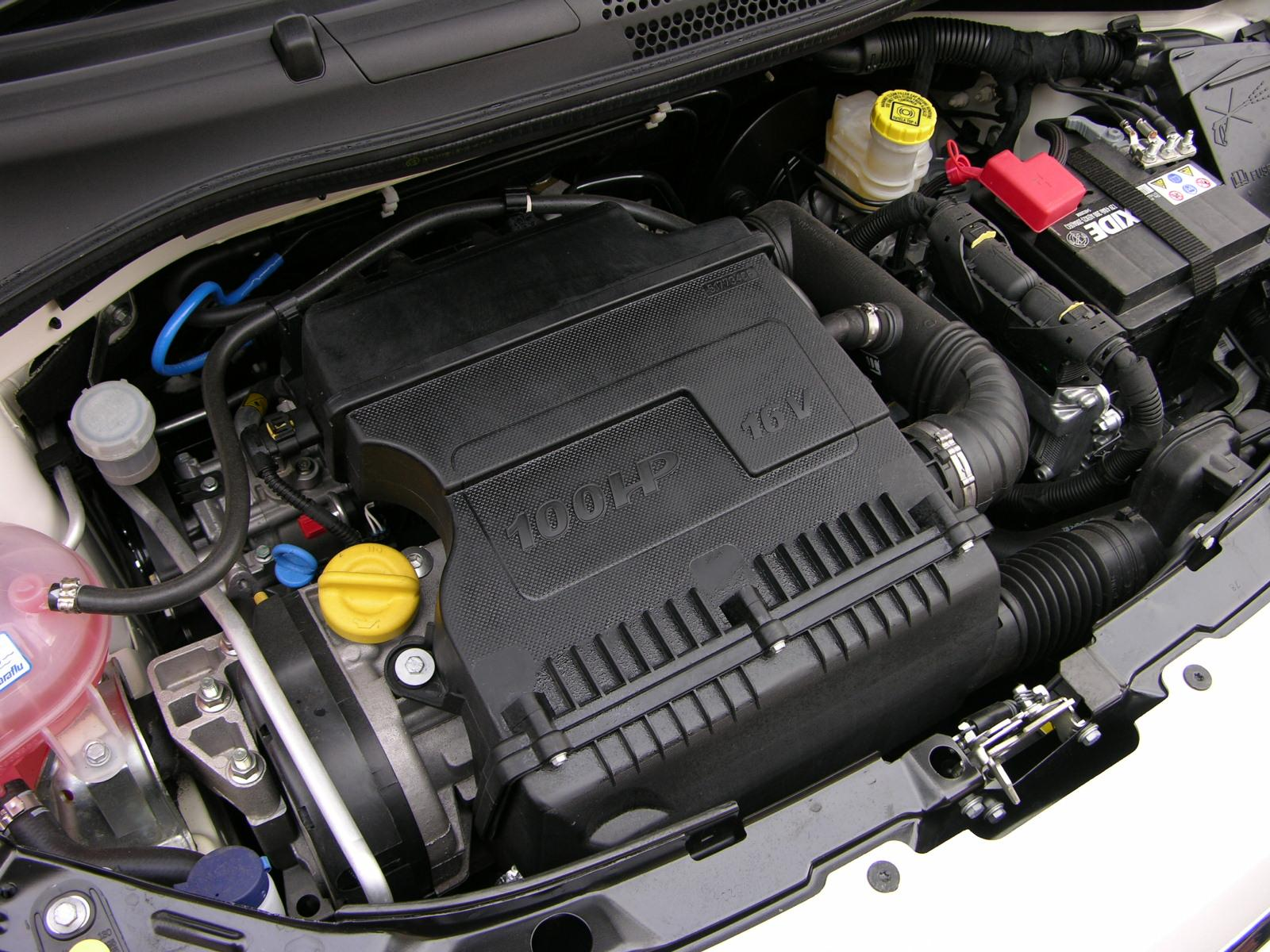
1.4 16V
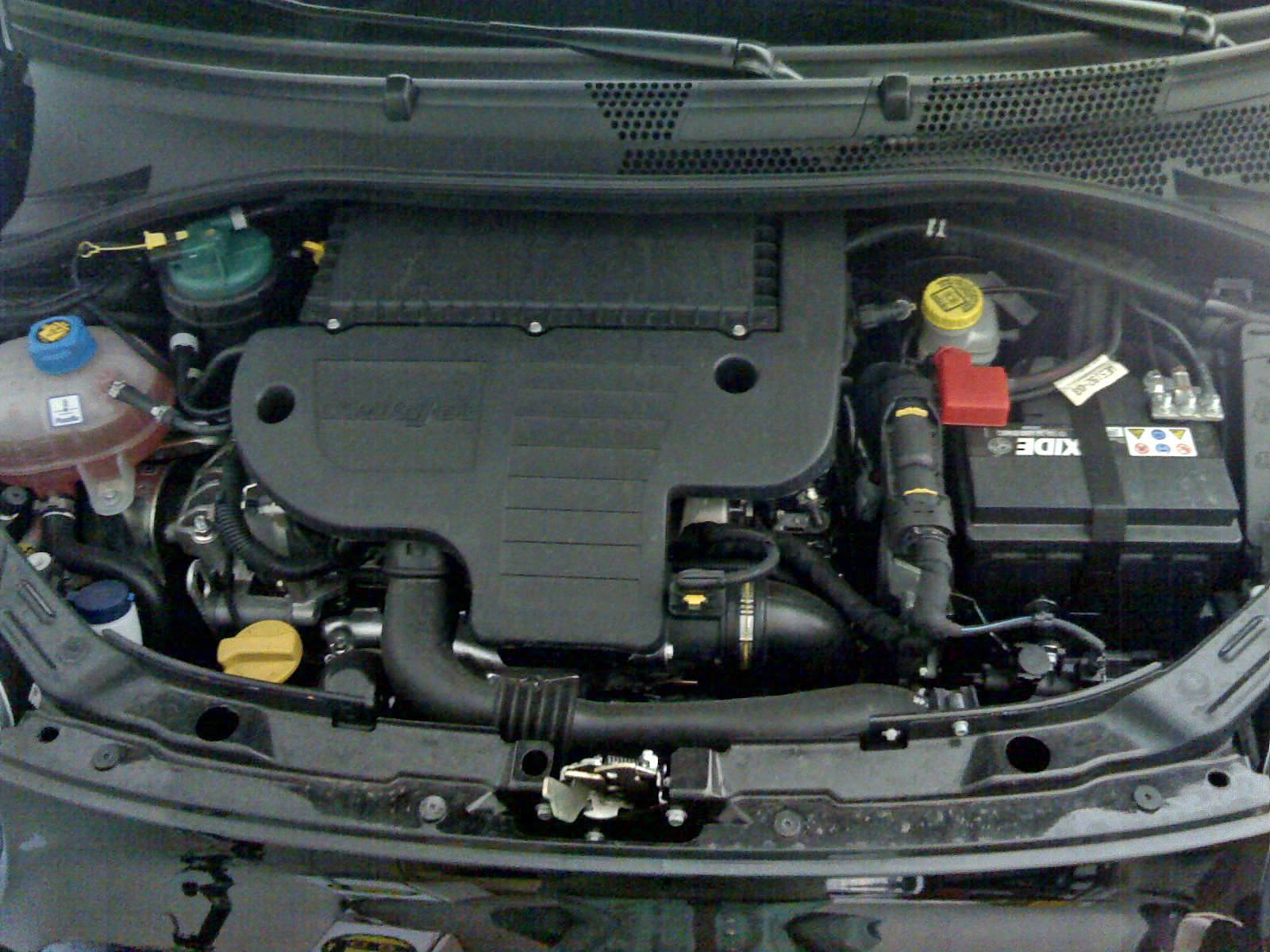
1.3 Multijet 16V

## Sicherheit und Fahrverhalten
Neben sechs Airbags sorgen ein Knieairbag für den Fahrer, Aufprallenergie absorbierende Verstärkungen und ein verbesserter Fußgängerschutz für bestmögliche Sicherheit. Gegenüber dem Panda erhielt der 500 eine breitere Spur, größere Stabilisatoren, ein neu abgestimmtes Fahrwerk sowie ein aktuelles Antiblockiersystem (ABS) und elektronisches Stabilitätsprogramm (ESP) mit Bremsassistent, (ESP nicht in allen Märkten serienmäßig, z. B. in Österreich), um ein sicheres Fahrverhalten bei gleichzeitig hoher Agilität und Komfort zu gewährleisten. Der Bremsweg liegt laut Fiat bei etwa 38 Metern, wenn vorne und hinten Scheibenbremsen eingebaut sind (Serie bei 100-PS-Version).
Der Fiat 500 hat beim Euro-NCAP-Crashtest 2009 fünf Sterne (35 Punkte) erzielt. Damit ist er das erste Fahrzeug aus dem A-Segment (Kleinstwagen), das diese Höchstwertung erreichte. Das Ergebnis 2017 sind drei Sterne.
Kindersitze lassen sich auf den beiden Rücksitzen sicher befestigen. Dort sind auch Isofix-Halterungen vorhanden. Auf dem Beifahrersitz sind rückwärtsgerichtete Kindersitze erlaubt, wenn der Beifahrerairbag über den Bordcomputer deaktiviert wird.

## Design

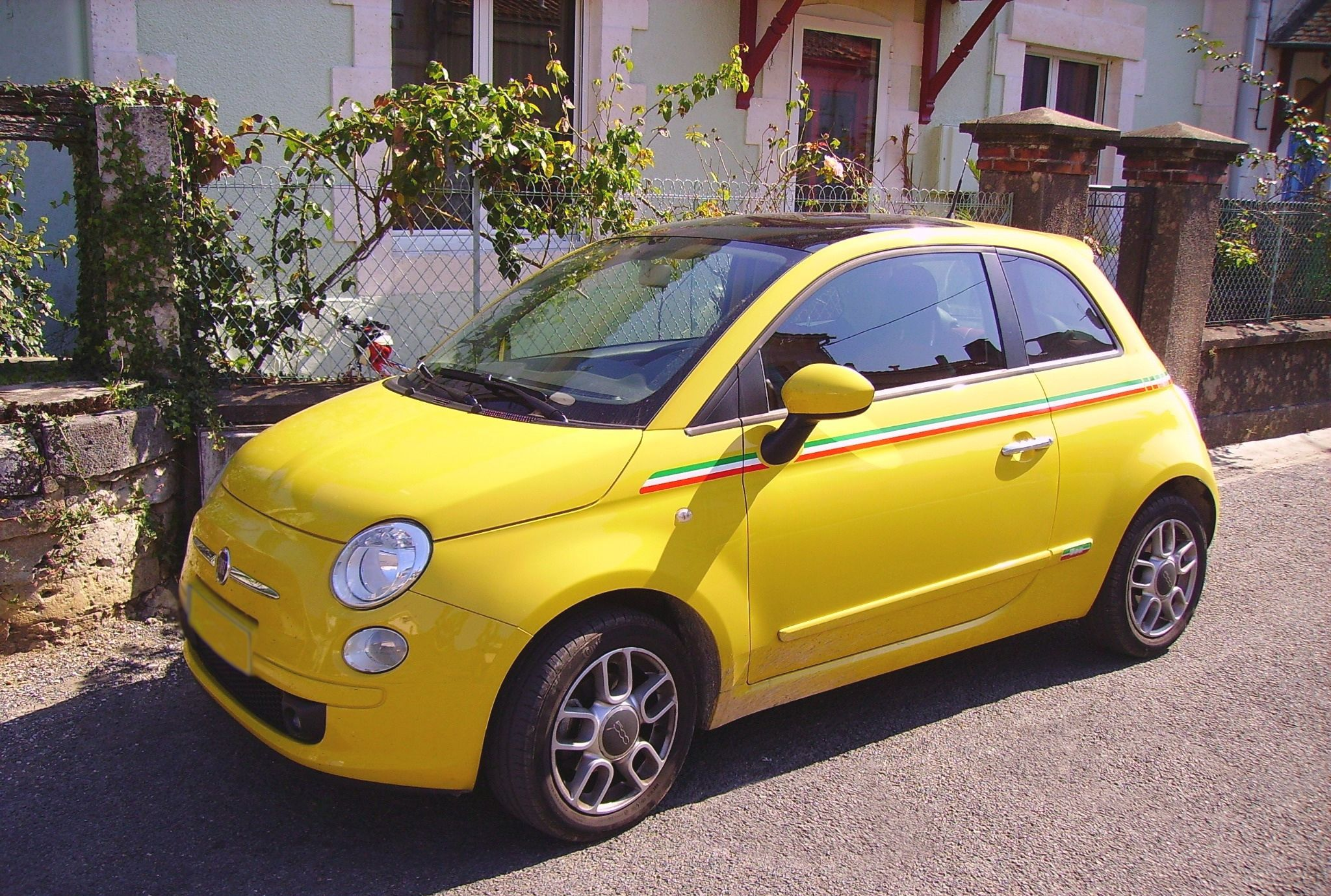
Runde Scheinwerfer und bunte Farben erinnern an das Urmodell

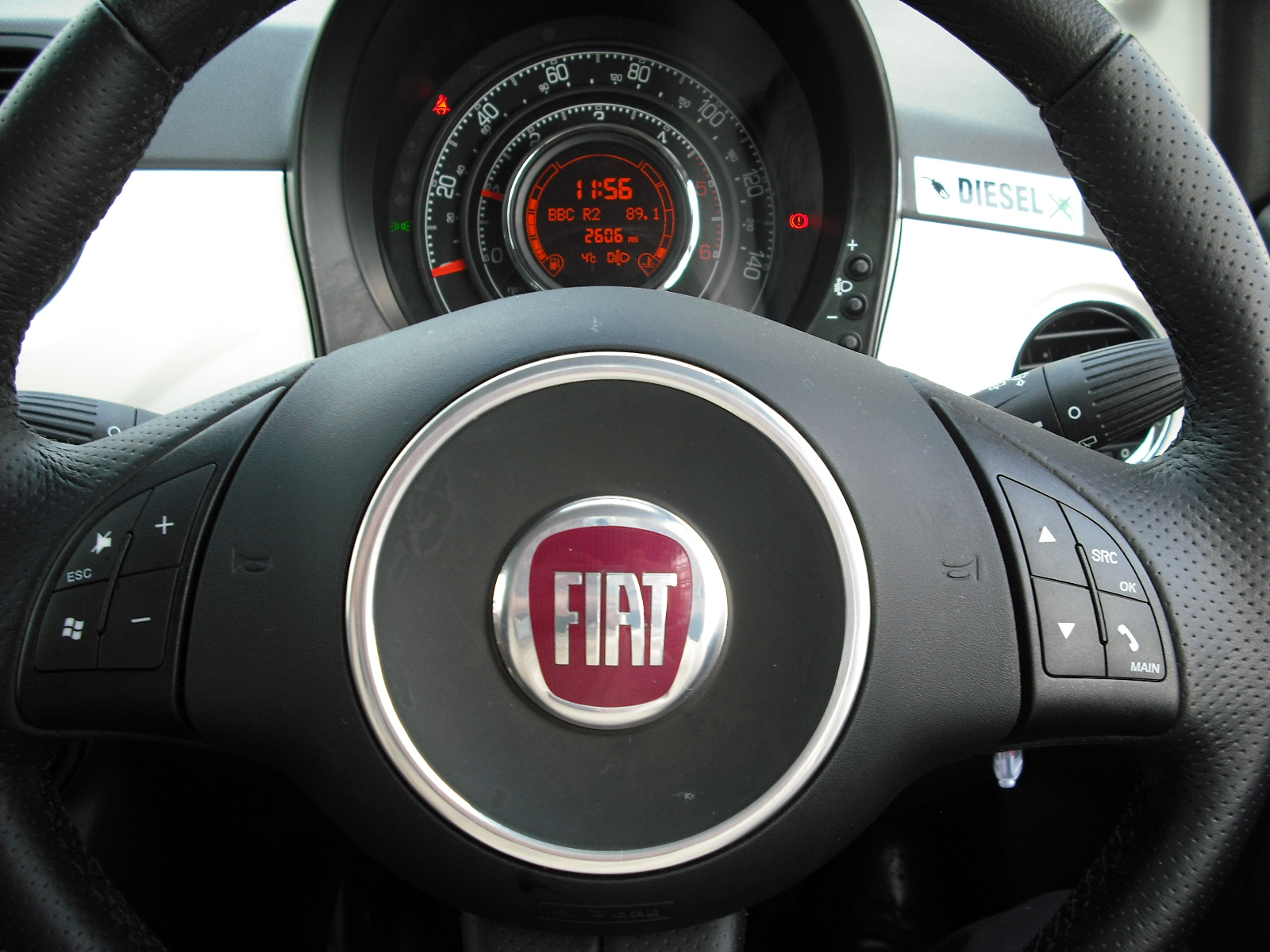
Detail des Kombiinstruments

Gestalterisch basiert der Fiat 500 weitestgehend auf der Studie Trepiùno. Das Lieferprogramm des Serienmodells bietet eine große Bandbreite an verschiedenen Ausstattungsmerkmalen, darunter verschiedene Außenlackierungen, Stoffe, Oberflächen, Aufkleber und viele weitere Extras. Bis zu 549.000 verschiedene Kombinationen sind möglich, die eine große Individualisierung erlauben.

### Exterieur
Das Außendesign des Serienmodells orientiert sich allgemein an dem alten Fiat 500; es handelt sich jedoch um eine sehr freie und moderne Interpretation, so zum Beispiel die runden Doppelscheinwerfer, das steil abfallende Heck, die Chromstoßfänger, der rundumlaufende „Gürtel“ (Sicke unterhalb der Fenster) und die schmalen Heckleuchten. Auch das Faltverdeck der historischen Modelle gibt es seit 2009 beim Cabriolet Fiat 500 C. Für die Limousine werden gegen Aufpreis das „Sky Dome“ genannte elektrisch zu öffnende Glasdach und ein nicht zu öffnendes Panoramaglasdach angeboten.

### Innenraum
Im Interieur setzt sich die Gestaltung, die an den 50 Jahre alten Vorgänger erinnern soll, in vielen Details fort. Am auffälligsten sind das in Wagenfarbe lackierte Armaturenbrett und das runde Zentralinstrument. Hinzu kommen einige Bedienknöpfe, die an den Urahn erinnern, sowie die verchromten Türgriffe. Die zweifarbigen Sitze der Pop-Ausstattung erinnern ebenfalls an jene des Vorgängers. Die Möglichkeit, Lenkrad und Bedienungseinheiten elfenbeinfarben zu bestellen, ist ebenfalls eine Anlehnung an den historischen Fiat 500.
Als moderner Kleinwagen hat der neue Fiat 500 Frontantrieb und den Motor vorne. Damit weicht er vom heckangetriebenen Vorbild ab, bietet aber einen klassenüblichen Kofferraum. Er fasst, je nach Stellung der Rücksitze, 185 bis 610 Liter.

## Ausstattungen
Seit dem Verkaufsstart stehen drei verschiedene Ausstattungslinien zur Verfügung. Die Basis-Version Pop, die besser ausgestattete Lounge-Linie und das Modell Sport. In der Grundausstattung sind Servolenkung, sieben Airbags, elektrische Fensterheber, Zentralverriegelung und CD-Radio serienmäßig. In Lounge kommen eine Klimaanlage, Aluräder und das Panorama-Glasdach hinzu. Das Ausstattungspaket Sport enthält einen kleinen Heckspoiler, Seitenschwellerverbreiterungen, geänderte Front- und Heckstoßfänger mit Lufteinlässen, ein verchromtes Auspuffendrohr, getönte hintere Scheiben und Zierleisten. Zu den Extras gehören eine Abdeckplane im Stil des Ur-Cinquecento (500 ausgeschrieben) und ein Parfümzerstäuber mit verschiedenen Duftnoten nach Art des Citroën C4.
Auf einigen europäischen Märkten gibt es außerdem noch das Grundmodell unterhalb der Basis, genannt Naked (englisch, „nackt“).

## Modellpflege 2015
Der Fiat 500 erhielt im Jahr 2015 eine Modellpflege. Am Exterieur wurden die Scheinwerfer, die Rückleuchten und die Frontstoßstange geändert. Die Scheinwerfer sind unabhängig davon, ob Halogenlicht oder Xenonlicht, immer in Linsenoptik ausgeführt. Das Tagfahrlicht befindet sich im Fernlicht. Die Rückleuchten sind nun mehr ein Ring mit einem Stück Blech in Lackfarbe in der Mitte. Im Innenraum stehen die Lüftungsdüsen jetzt nicht mehr waagerecht, sondern senkrecht, um der neuen Uconnect-Multimedia-Einheit Platz zu geben. Zwei TomTom-Navigationsgeräte in den Größen 5" und 7" sind erhältlich.

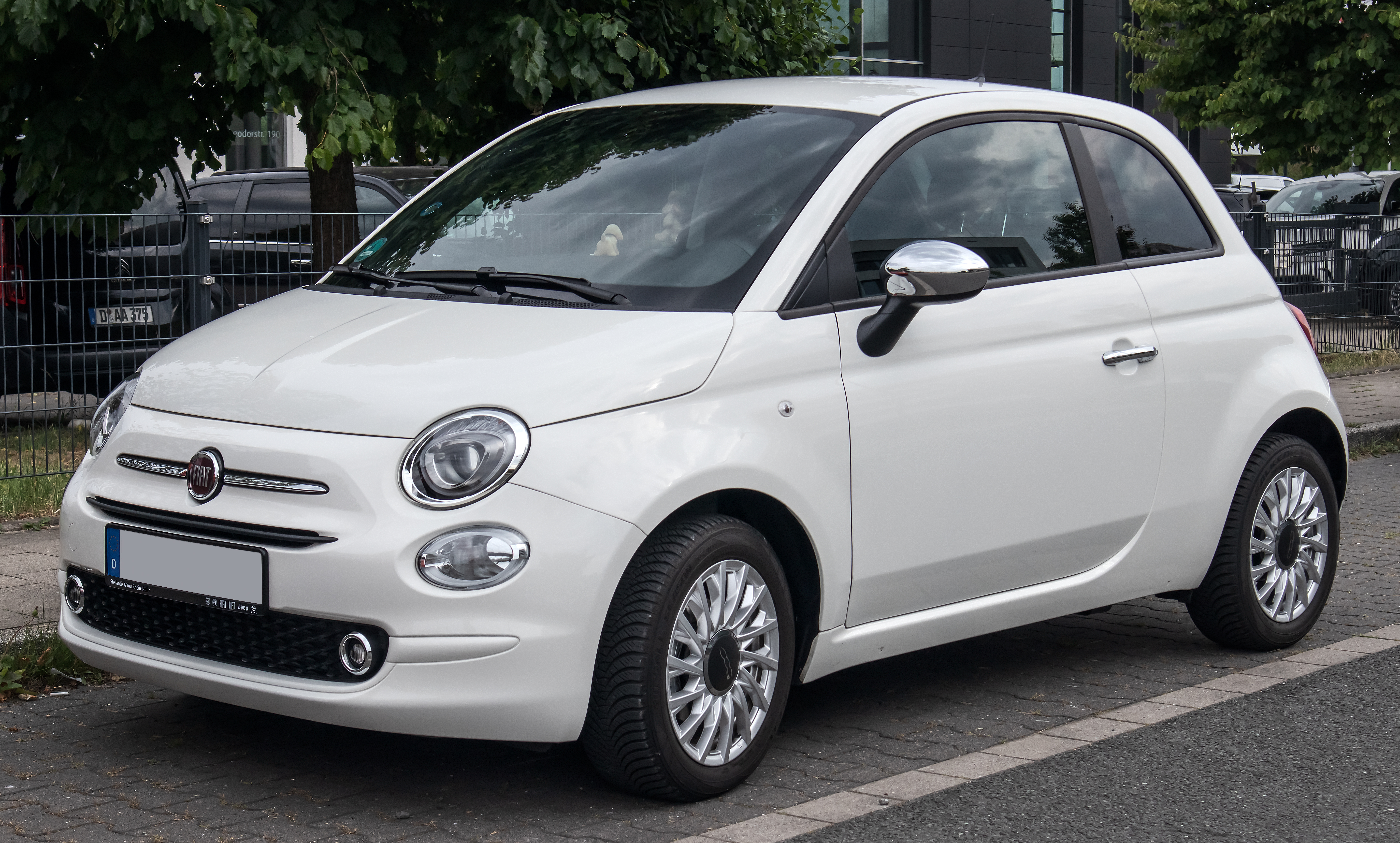
Fiat 500 (2015–2024)
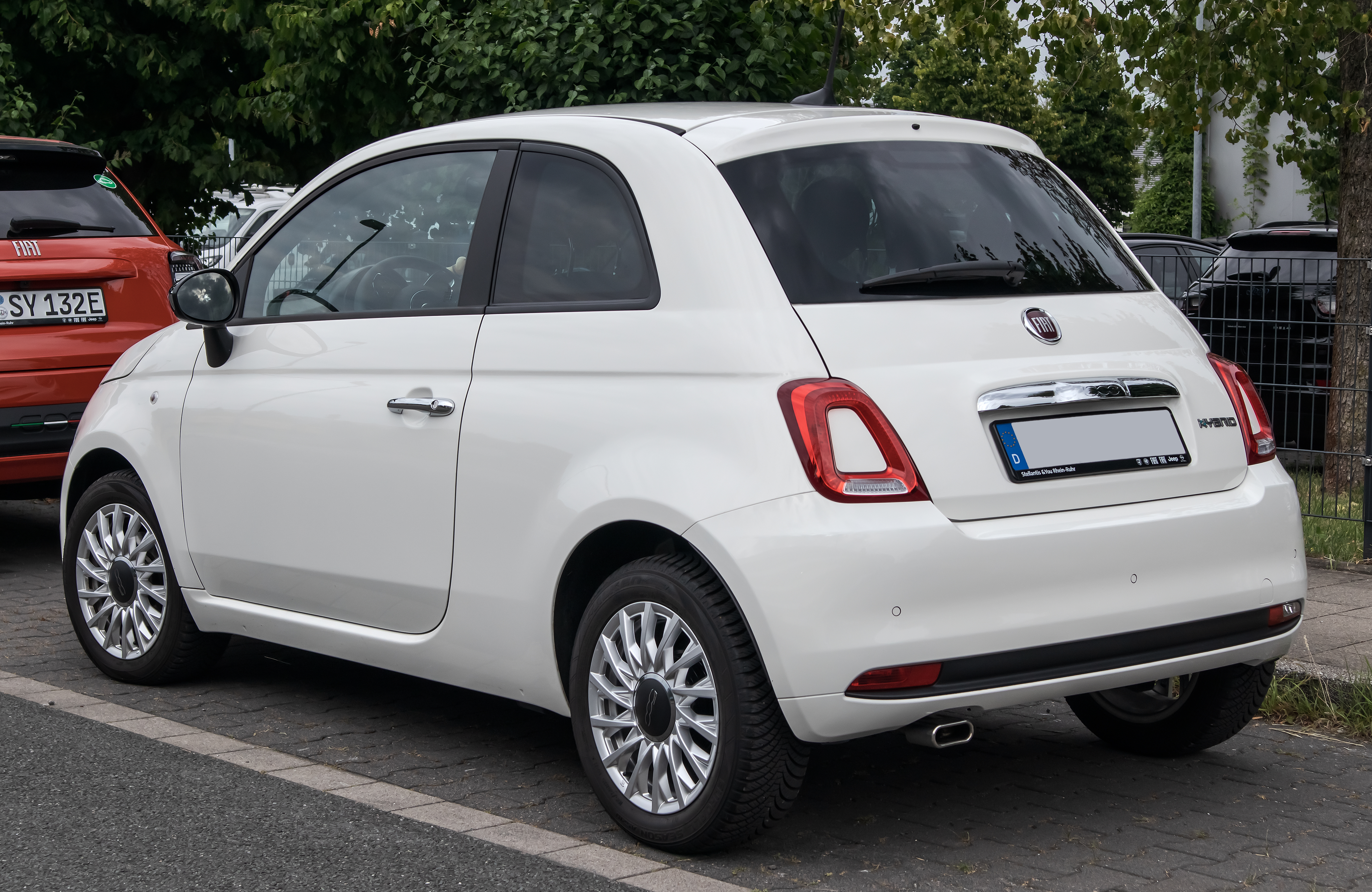
Heckansicht
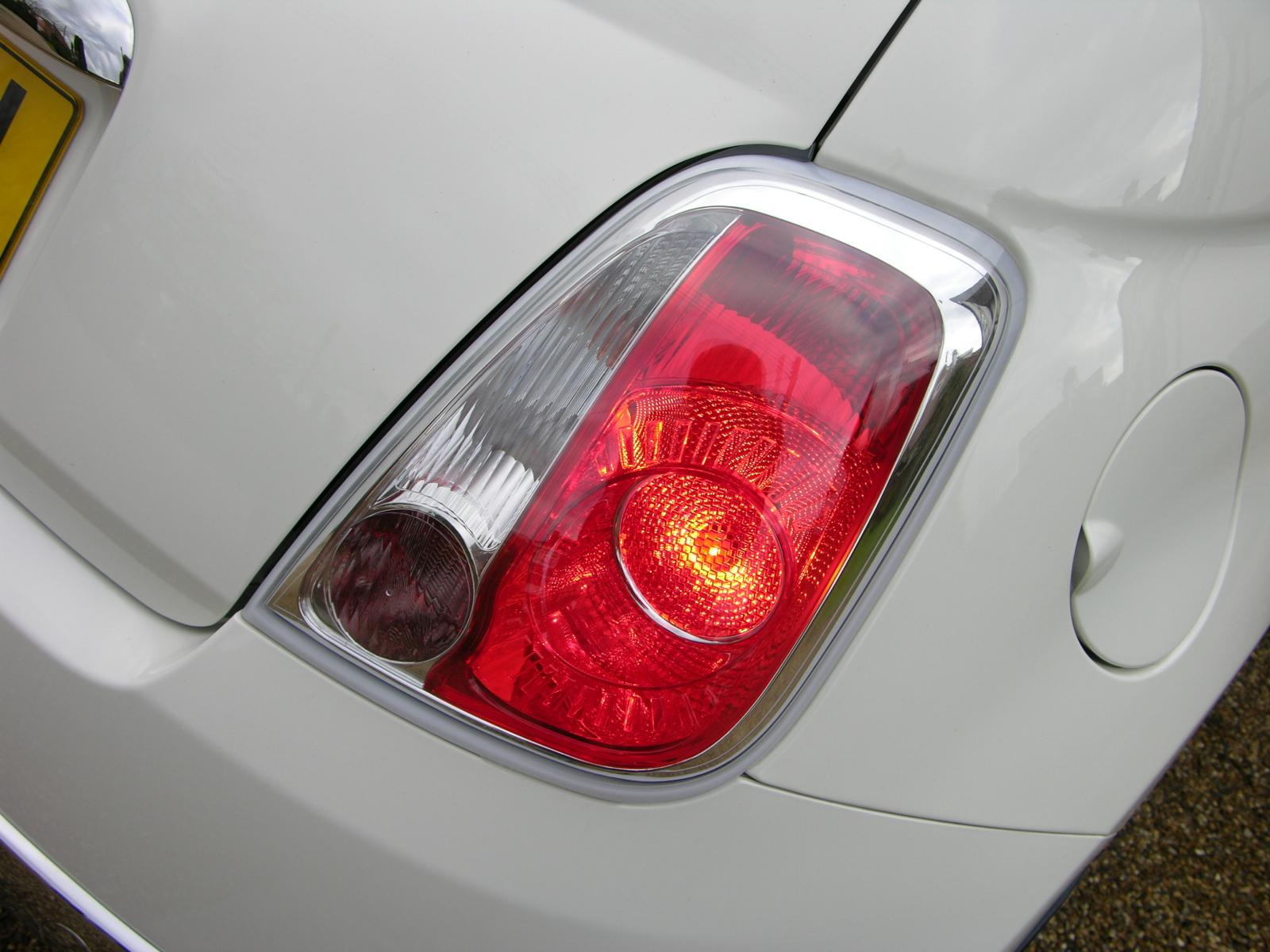
Version 2007
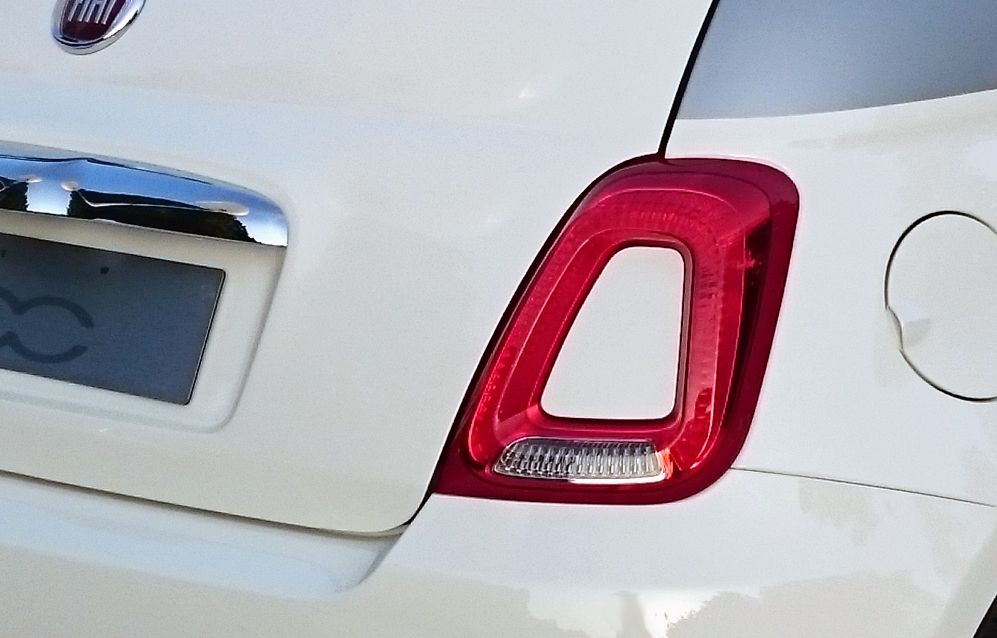
Version 2015
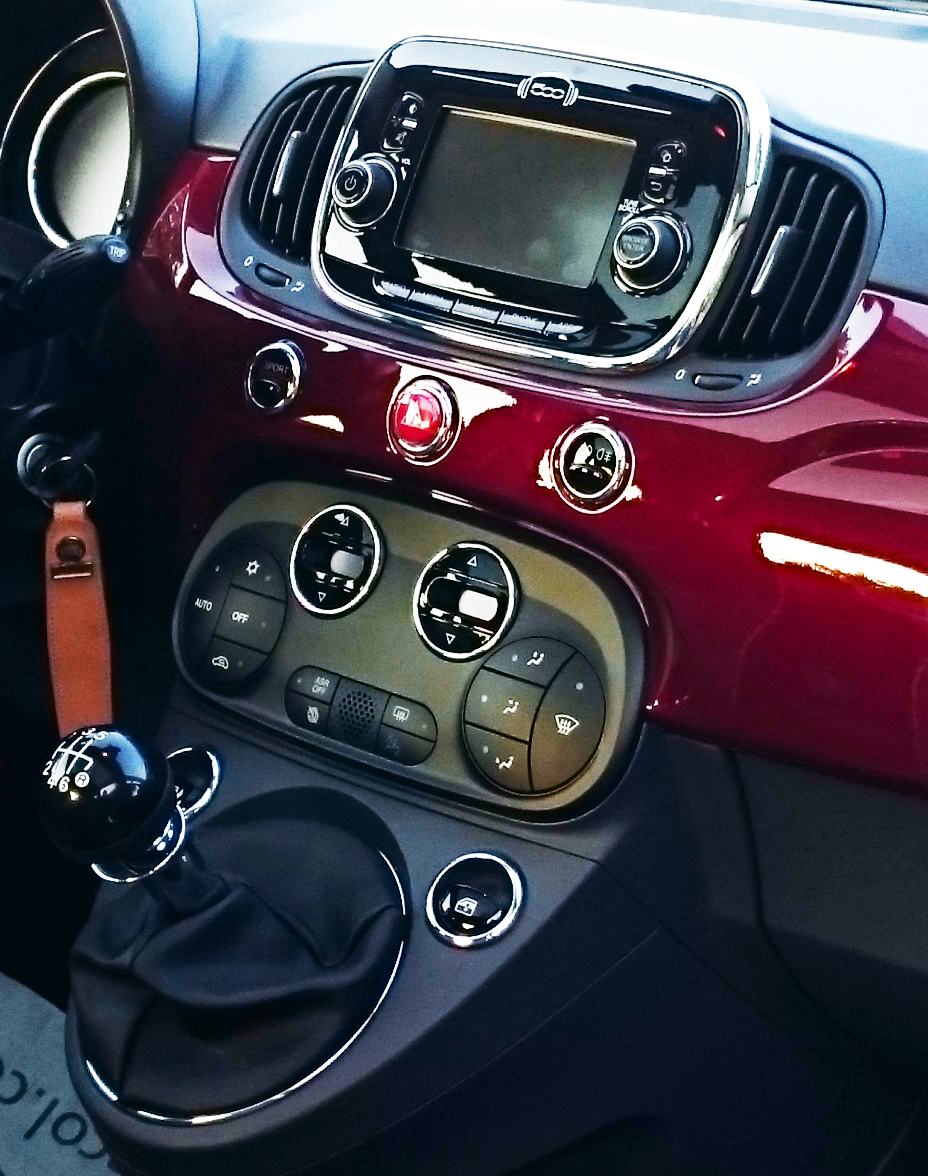
Uconnect-Infotainmentsystem

## Weitere Modelle

### Cabriolimousine
Neben der dreitürigen Steilhecklimousine gibt es den 500 seit 2009 auch als Cabriolimousine unter dem Namen 500C mit einem großen Faltschiebedach, das bis an die Unterkante der Heckscheibe reicht. Dieses Faltschiebedach ist in den Farben Elfenbein, Rot und Schwarz erhältlich, jedoch sind einige Farbkombinationen von Lack- und Dachfarbe nicht möglich.

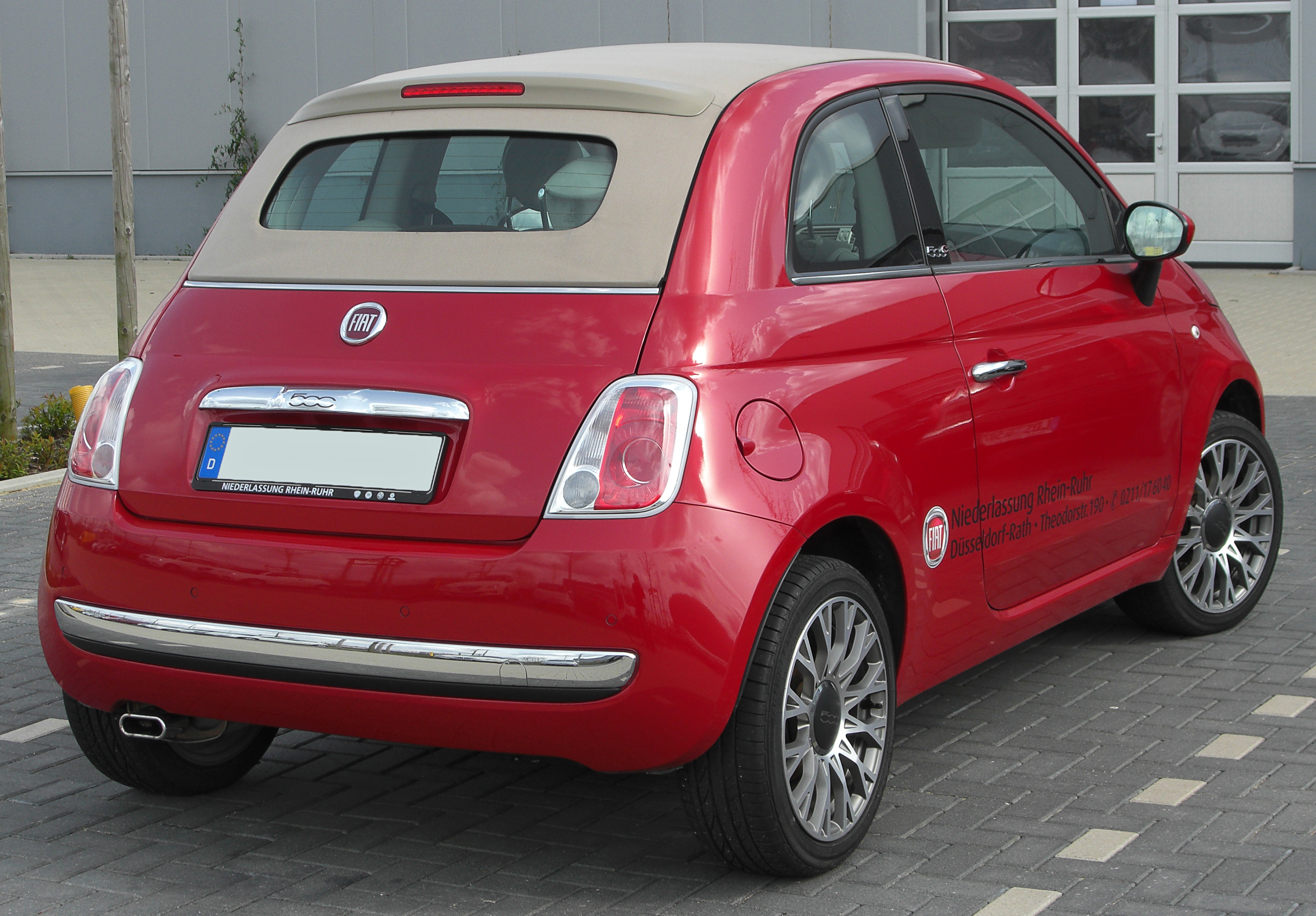
Fiat 500C (2009–2015)
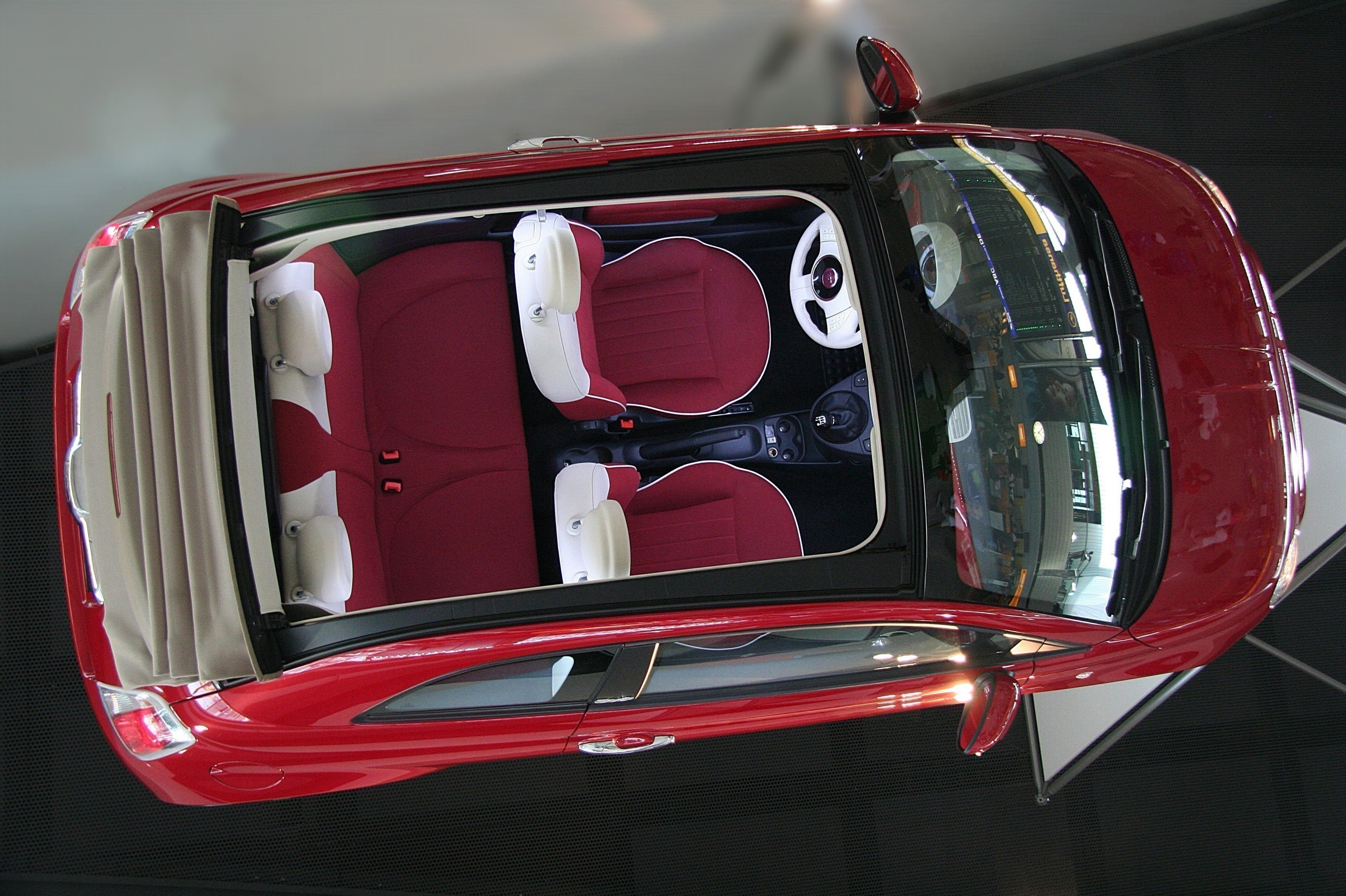
Fiat 500C mit geöffnetem Dach
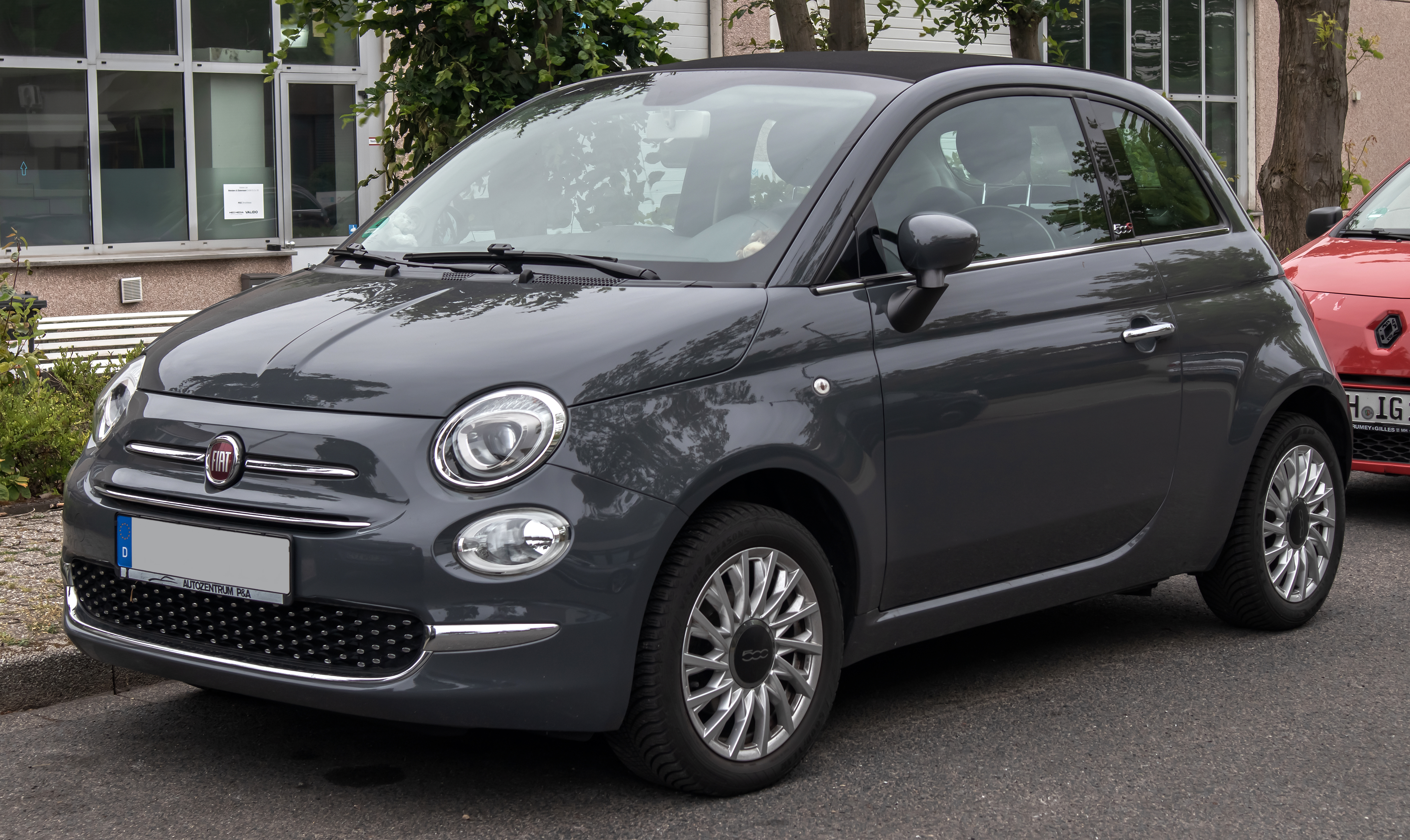
Fiat 500C (2015–2024)
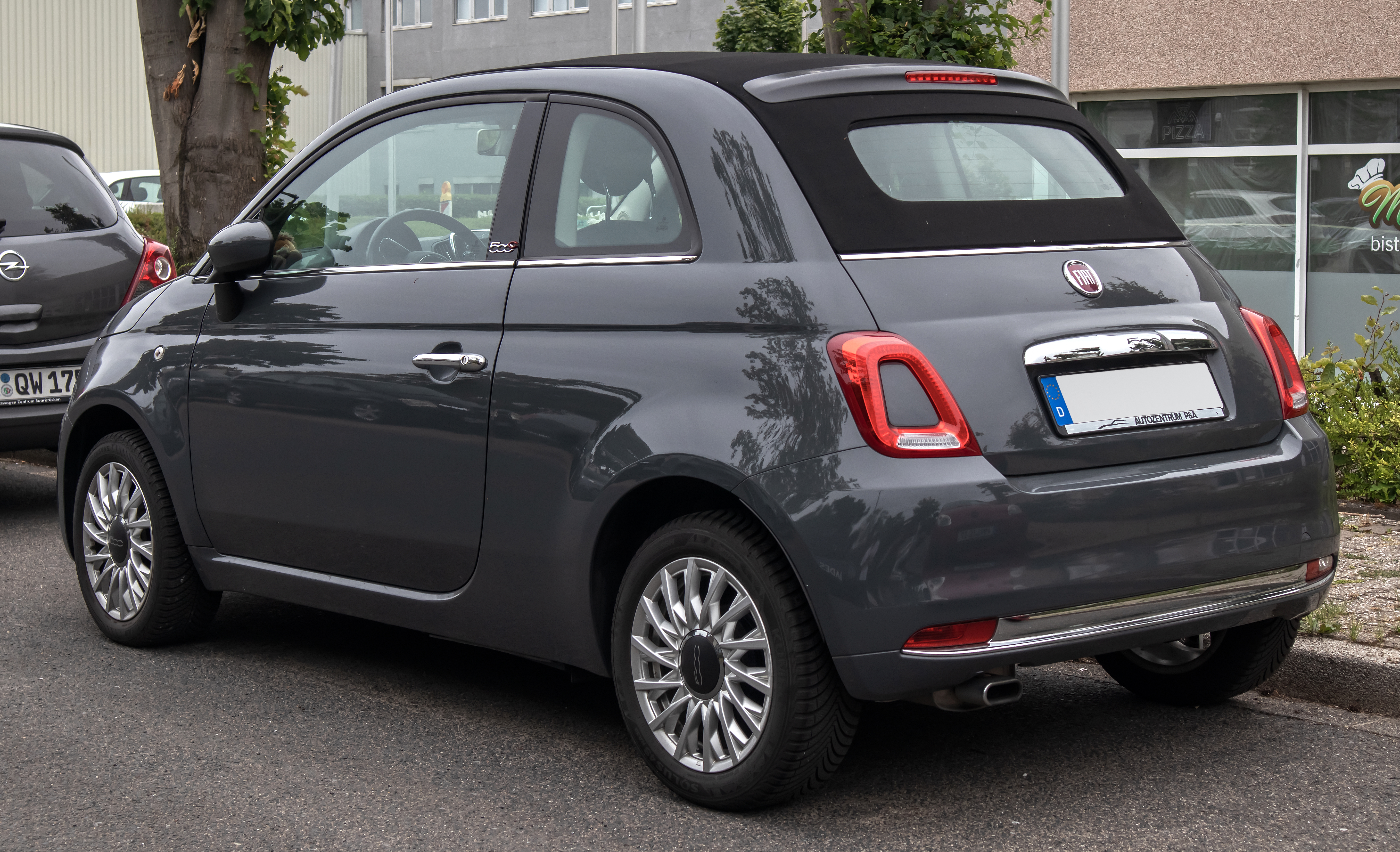
Heckansicht

### 500Abarth
Als Spitzenmodell gibt es von Abarth veredelte Versionen. Seit Anfang 2008 wird Abarth als exklusive, eigenständige Marke platziert, weshalb nur eine relativ geringe Anzahl von Fiat-Vertragshändlern in den Besitz einer entsprechenden Vertriebslizenz kommt.
Das 1,4-Liter-16V-Triebwerk wird in verschiedenen Abarth-Versionen erhältlich sein, die abgesehen von der zusätzlichen Leistung mit sportlichen Ausstattungsdetails – wie größeren Bremsen, strafferem Fahrwerk und einer Dynamik-Funktion, die schnellere Gaspedalreaktionen, ein sportlicheres Motorkennfeld und eine direktere Lenkcharakteristik erlaubt – locken sollen. Darüber hinaus grenzen sich die einzelnen Varianten durch individuelle Exterieurgestaltung, beispielsweise in Form von Spoilerwerk, voneinander ab. Als Abarth-Einstiegsmodell ist der Abarth 500 gedacht, der mit 99 kW (135 PS) ab Juli 2008 in den Verkauf ging. Das Modell feierte auf dem Genfer Auto-Salon im März 2008 seine Premiere. Die Einführung der Top-Version Abarth 500 SS mit 117 kW (160 PS) erfolgte im Januar 2009.
In der stärksten Version kommt ein in Kooperation mit Ferrari entwickelter, 140 kW (190 PS) starker Motor zum Einsatz, der die Basis für die neue geplante Abarth-Cup-Rennserie stellen soll. Dieser Abarth Assetto Corse wurde im Mai 2008 anlässlich der Mille Miglia in Brescia der Öffentlichkeit gezeigt. Vom 500 Assetto Corse sollen nur 49 Stück bis Jahresende 2008 bei Abarth in Italien gebaut worden sein.
Ab 2010 brachte Abarth einige, teilweise auch limitierte Sondereditionen auf den Markt: Abarth 695 Tributo Ferrari (2010), Abarth 695 Edizione Maserati (2012), Abarth 695 Biposto (2014–2016), Abarth 695 Rivale (2018) und Abarth 695 XSR Yamaha (2018).

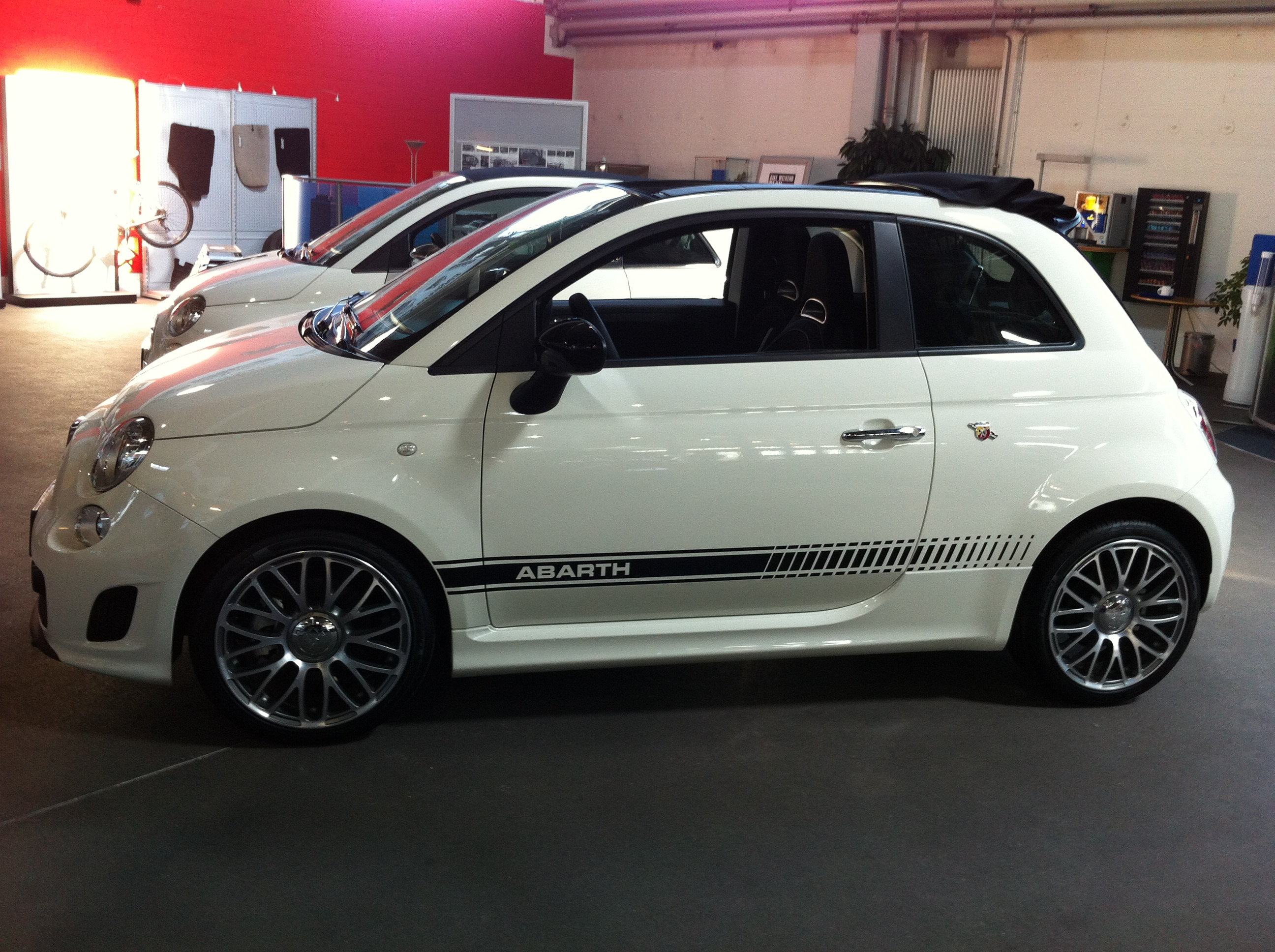
Fiat 500 Abarth (2008–2024)
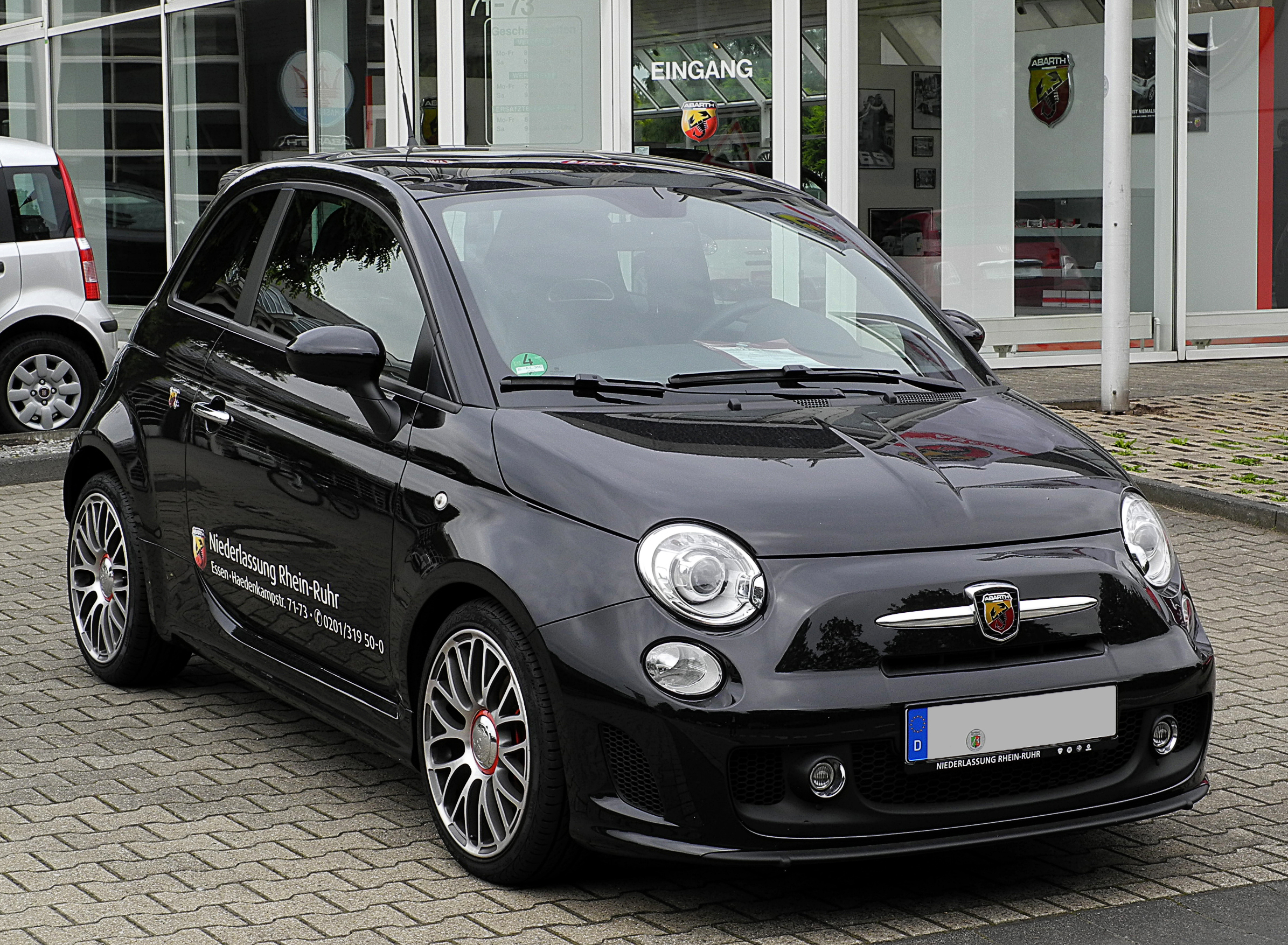
Frontansicht
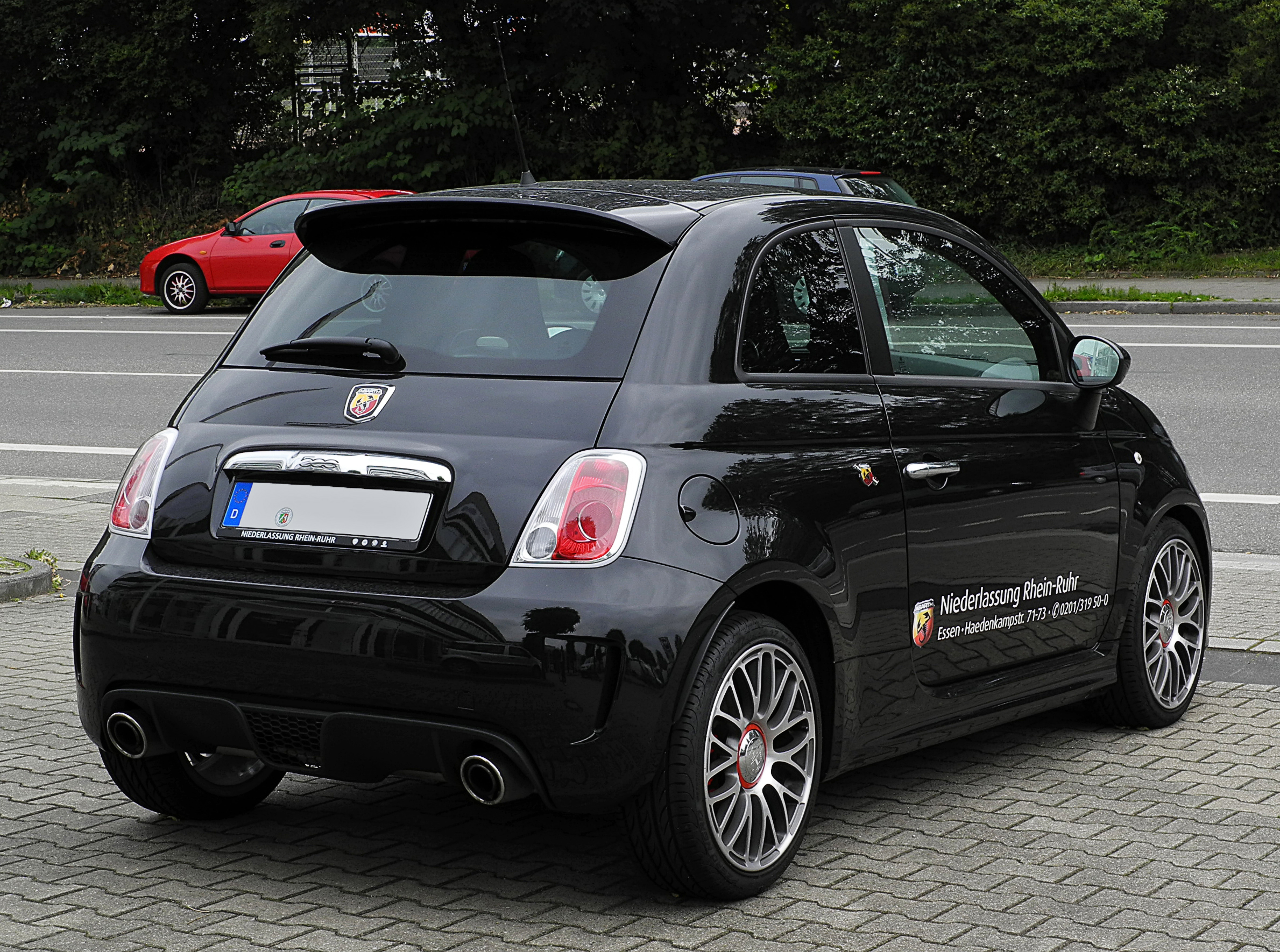
Heckansicht
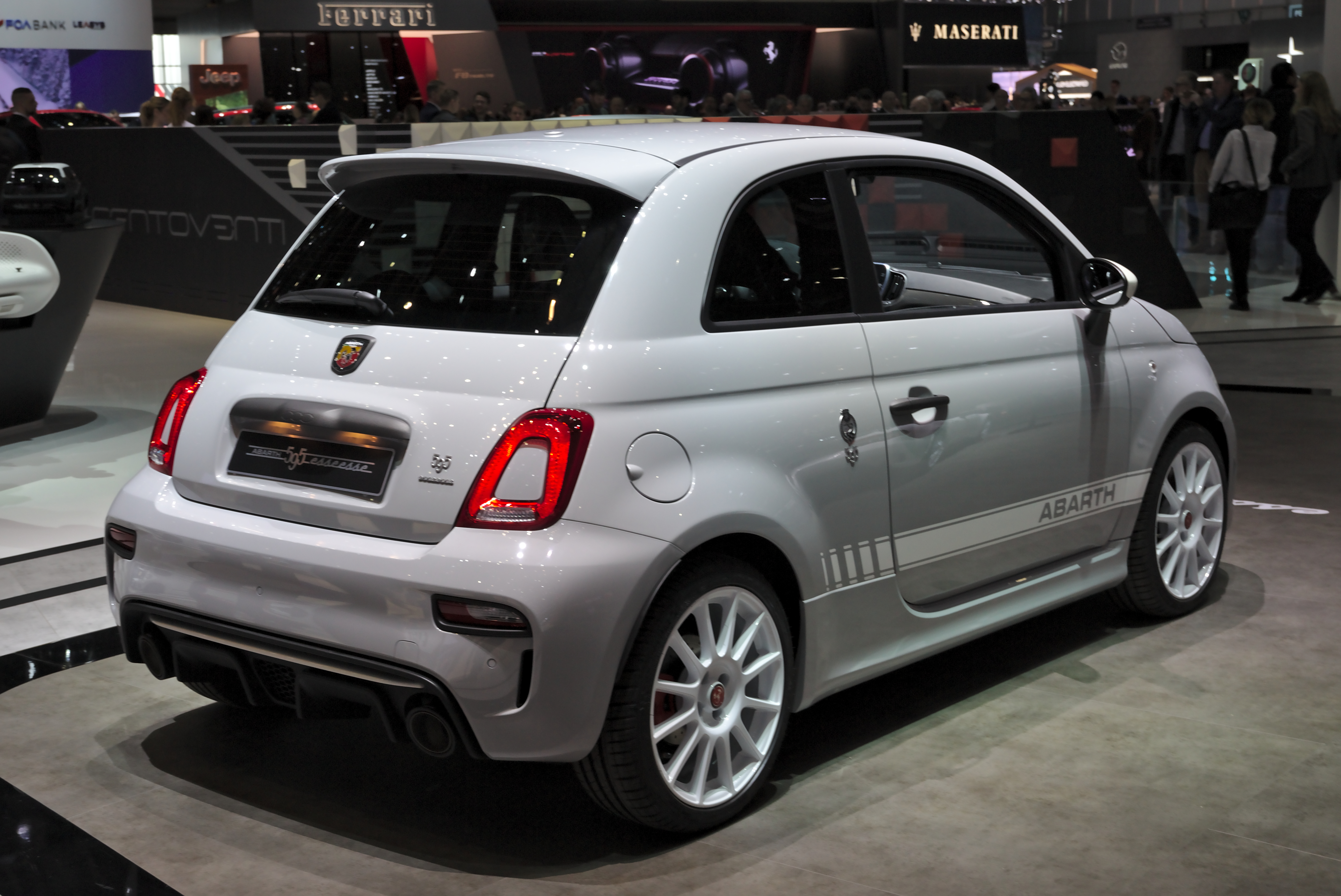
Abarth 595 esseesse
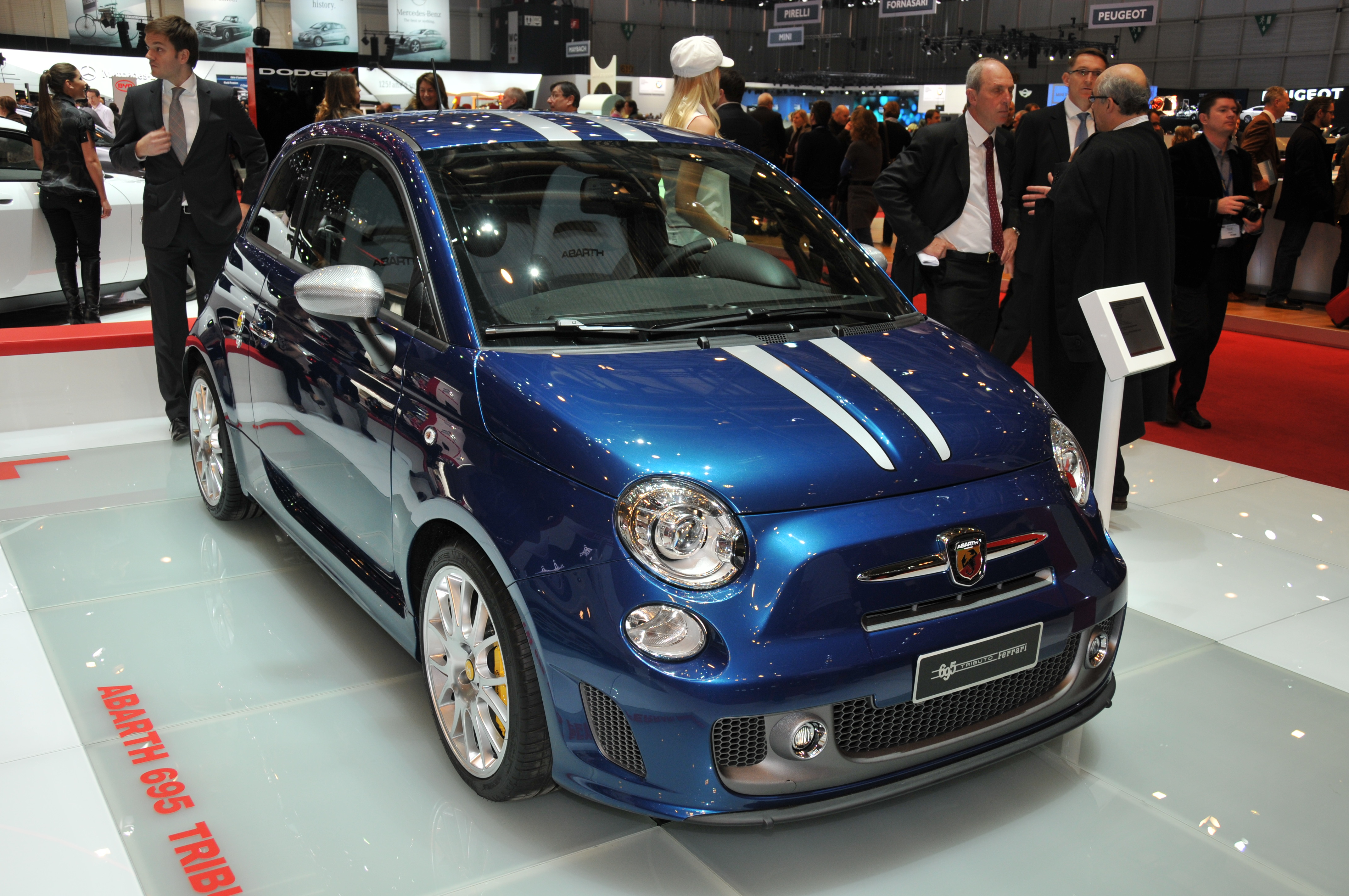
Abarth 695 Tributo Ferrari
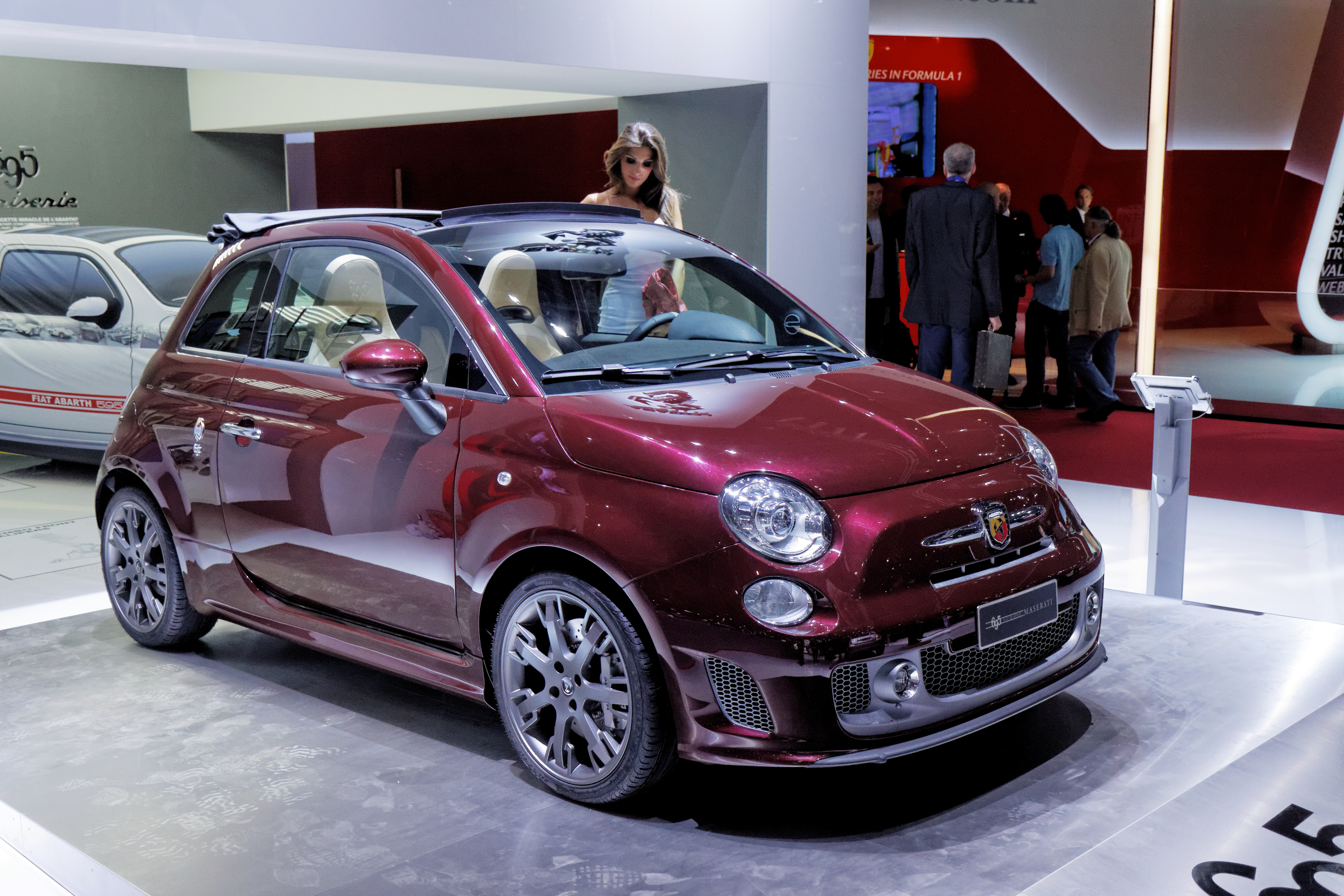
Abarth 695 Edizione Maserati
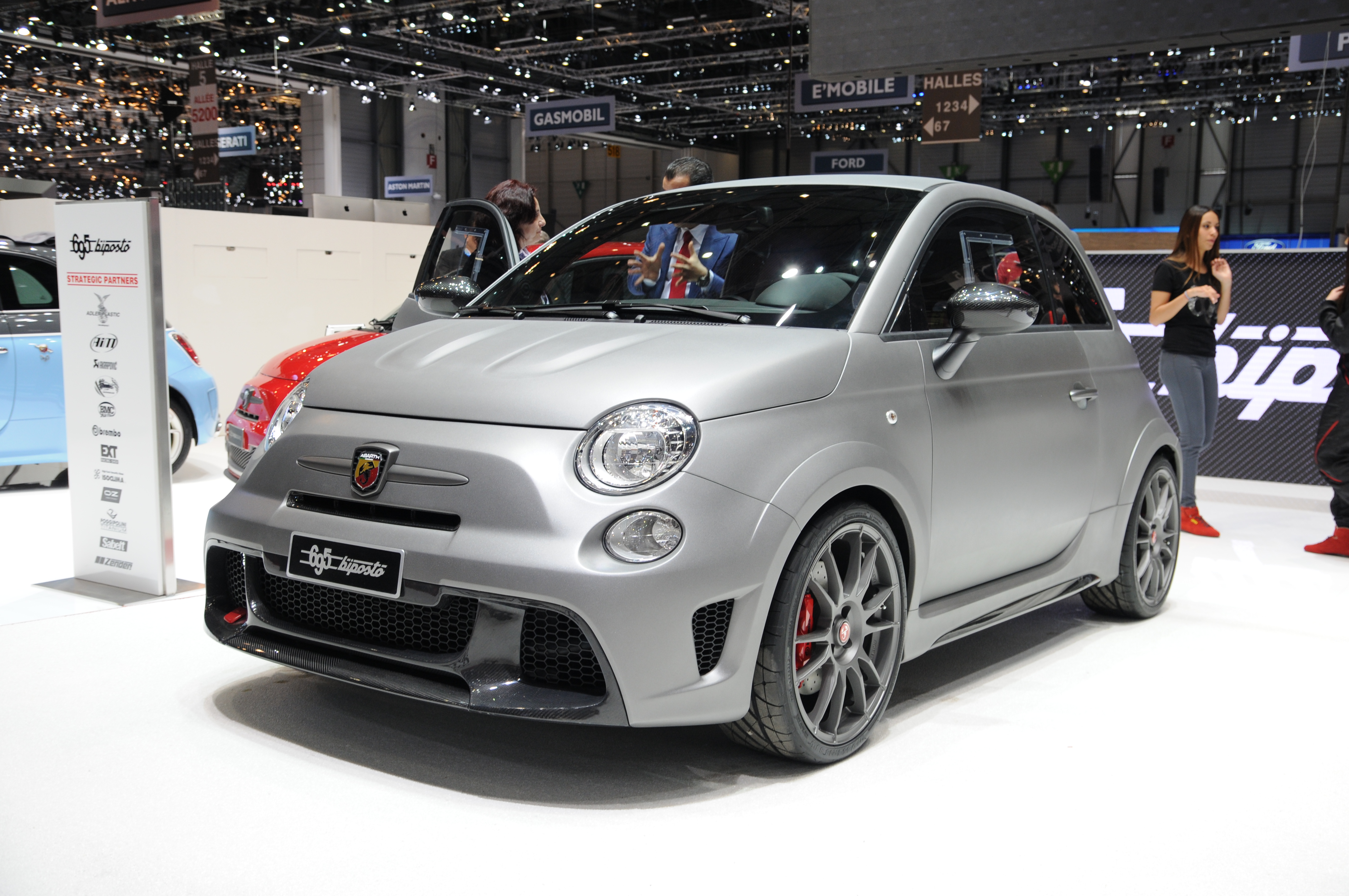
Abarth 695 Biposto
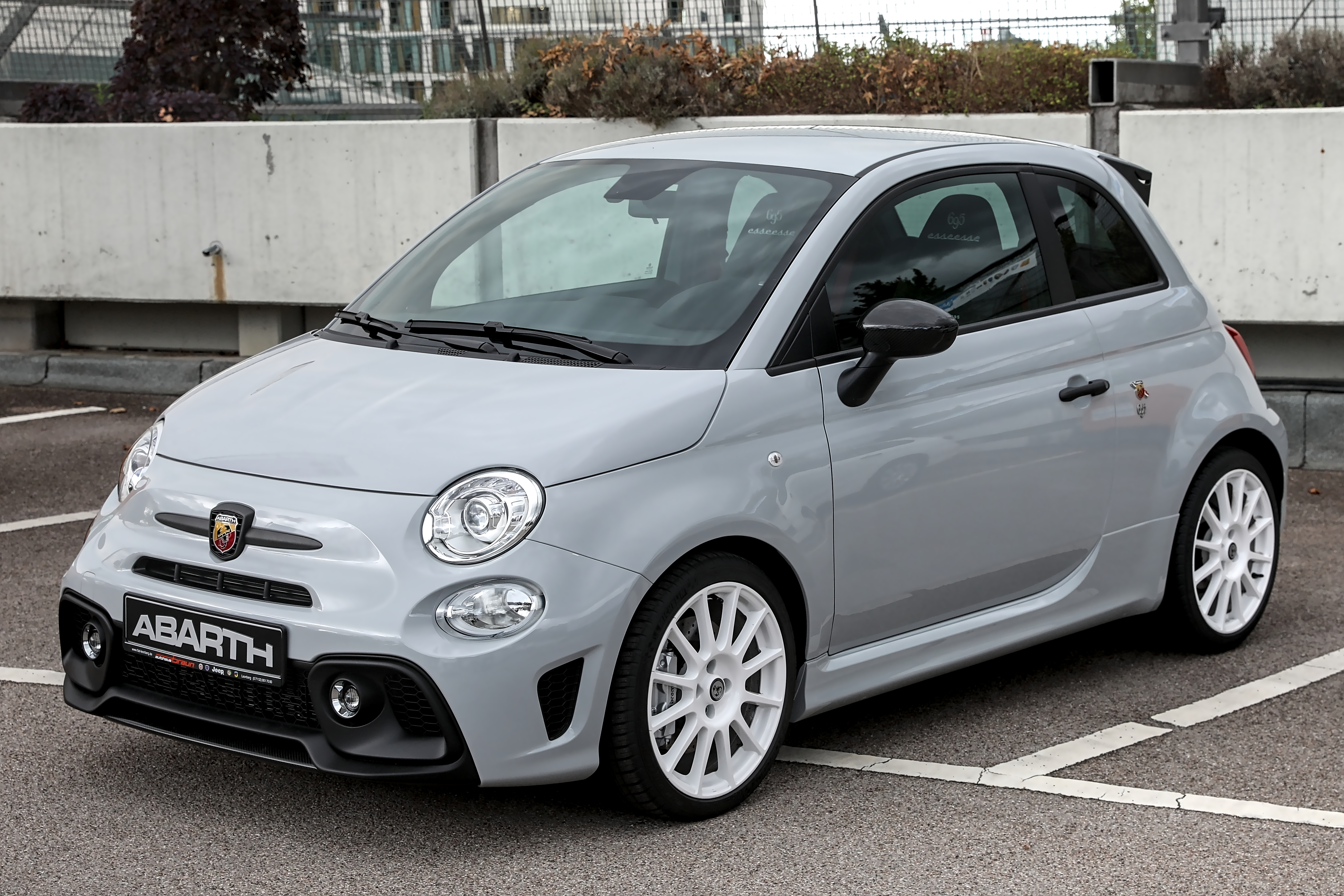
Abarth 695 esseesse

### 500 Erdgas

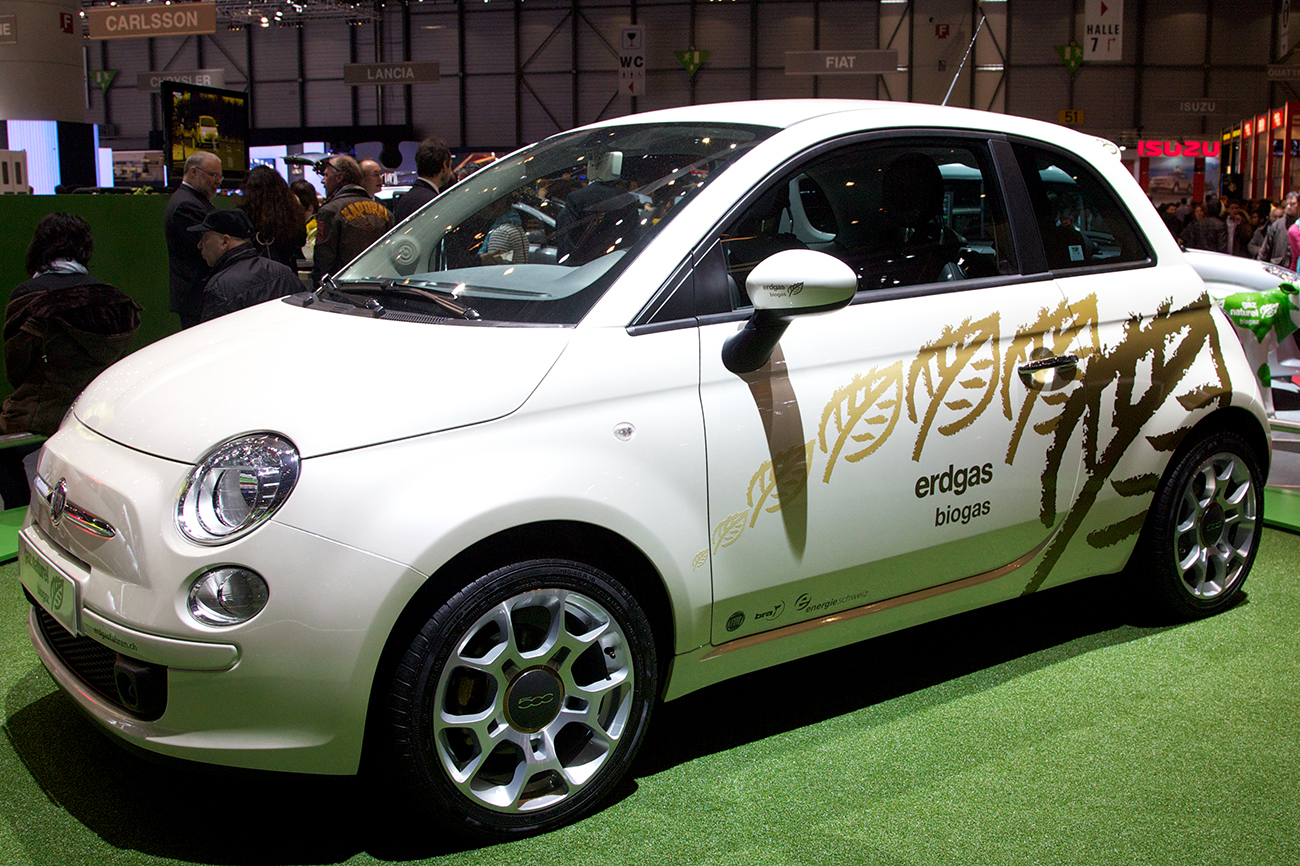
Fiat 500 Erdgas

Auf dem 80. Genfer Auto-Salon im März 2010 wurde das Konzept eines Erdgas-betriebenen Fiat 500 1.4 Natural Power Turbo vorgestellt. Dieser verfügte über einen 1,4-Liter-Erdgas-Turbo-Motor mit 85 kW (115 PS). Ein Jahr später ebenfalls auf dem Genfer Auto-Salon wurde das Konzept eines Erdgas-betriebenen Fiat 500C vorgestellt. Seit Sommer 2011 wird der Fiat 500 und 500C erdgas turbo in einer Kleinserie in der Schweiz verkauft. Er ist ein Marktangebot der Erdgas Mobil AG, einem Unternehmen der Schweizer Erdgaswirtschaft und der Gasverbund Mittelland AG.
Der 500 und 500C ist mit einem Zweizylinder-TwinAir-Motor ausgestattet, der 63 kW (85 PS) leistet und den Wagen in 11,5 Sekunden auf 100 km/h beschleunigt. Die CO2-Emissionen betragen etwa 80 g/km. Das Fahrzeug ist mit einer manuellen 5-Gang-Schaltung oder dem automatisierten Schaltgetriebe Dualogic lieferbar. Die Reichweite bei reinem Erdgasbetrieb liegt bei 300 km, mit dem zusätzlichen Benzintank bei 1000 km.

### Fiat 500e
Der 500e ist eine batterieelektrisch angetriebene Variante des Fahrzeugs.

#### 2012er Modell

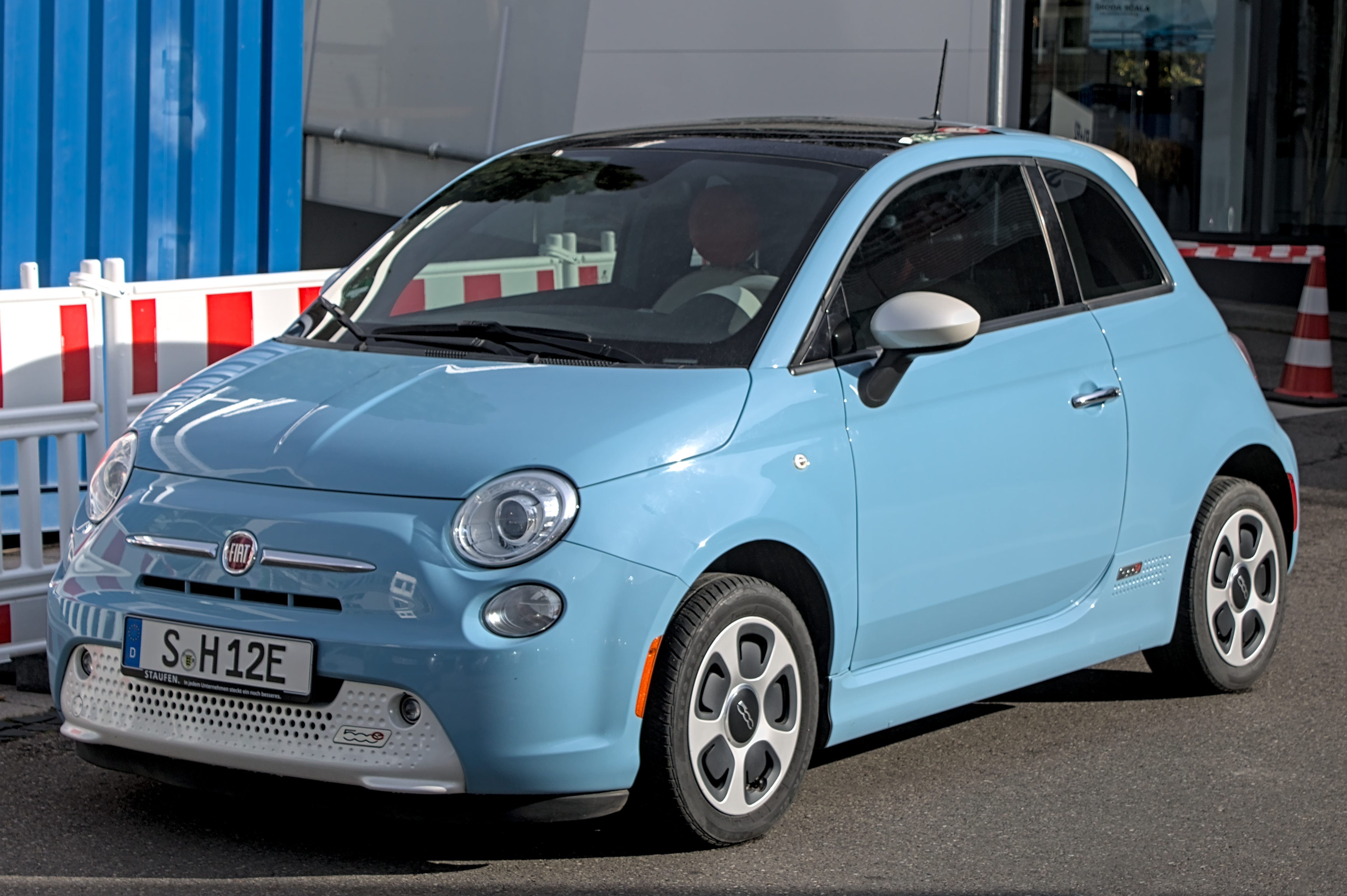
Fiat 500e (2012)

Nachdem seit 2009 in Deutschland ein Umbau von Karabag als Karabag 500E erhältlich ist, hatte der Fiat 500e auf der LA Auto Show 2012 seine Premiere. Das 2012er Modell wurde ausschließlich in den USA angeboten. Er wurde vor allem wegen der dort geltenden strengen Umweltauflagen entwickelt. Der 500e hat eine neu gestaltete Frontpartie und überarbeitete Seitenschweller, Radkappen und Heckspoiler sowie neue, aerodynamisch gestaltete 15 Zoll große Räder. Die erste Produktionscharge war nach kurzer Zeit vergriffen, das Auto war bis 2014 ausverkauft.

#### 2020er Modell

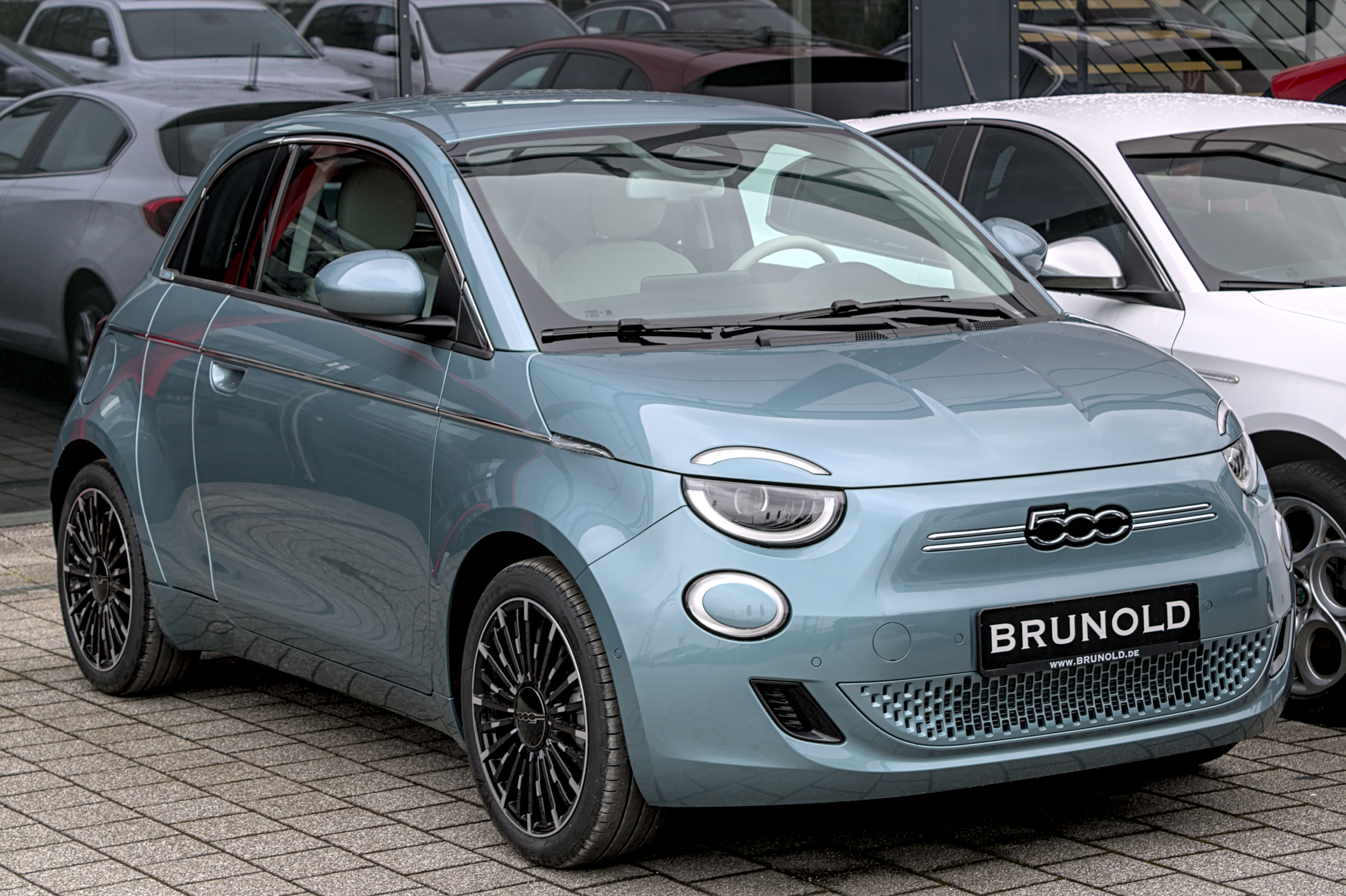
Fiat 500e (2020)

Seit November 2020 wird eine neue Version des 500e in mehreren Ländern angeboten. Es wird eine Batterie mit einem Energieinhalt von bis zu 42 kWh Kapazität verbaut, die im Fahrzeugboden platziert ist, eine WLTP-Reichweite von bis zu 320 km ermöglicht und per CCS schnell-geladen werden kann. Er steht auf einer neuen Plattform. Für den Innenraum wurden teilweise Recycling-Materialien verwendet.

### Sondermodelle

#### 500 „by Diesel“
Im September 2008 kam das Sondermodell „by Diesel“ auf den Markt, das zusammen mit dem italienischen Modelabel Diesel entworfen wurde. Die auf 10.000 Exemplare limitierte Edition war zunächst nur in drei verschiedenen Farben – zwei davon exklusiv für den 500 „by Diesel“ – erhältlich. Diese drei Farben sind „Diesel Grün“, „Diesel Bronze“ und „Crossover Schwarz“. Die Motorvarianten sind identisch mit denen des normalen Fiat 500.
Im Januar 2010 wurde auf der Berliner Fashionshow Bread & Butter eine Aktualisierung des 500 „by Diesel“ vorgestellt, die zusätzlich zum nun erhältlichen 70-kW-Dieselmotor (95 PS) auch eine neue Farbe mit der Bezeichnung „Midnight Indigo Blue“ zur Auswahl stellt.

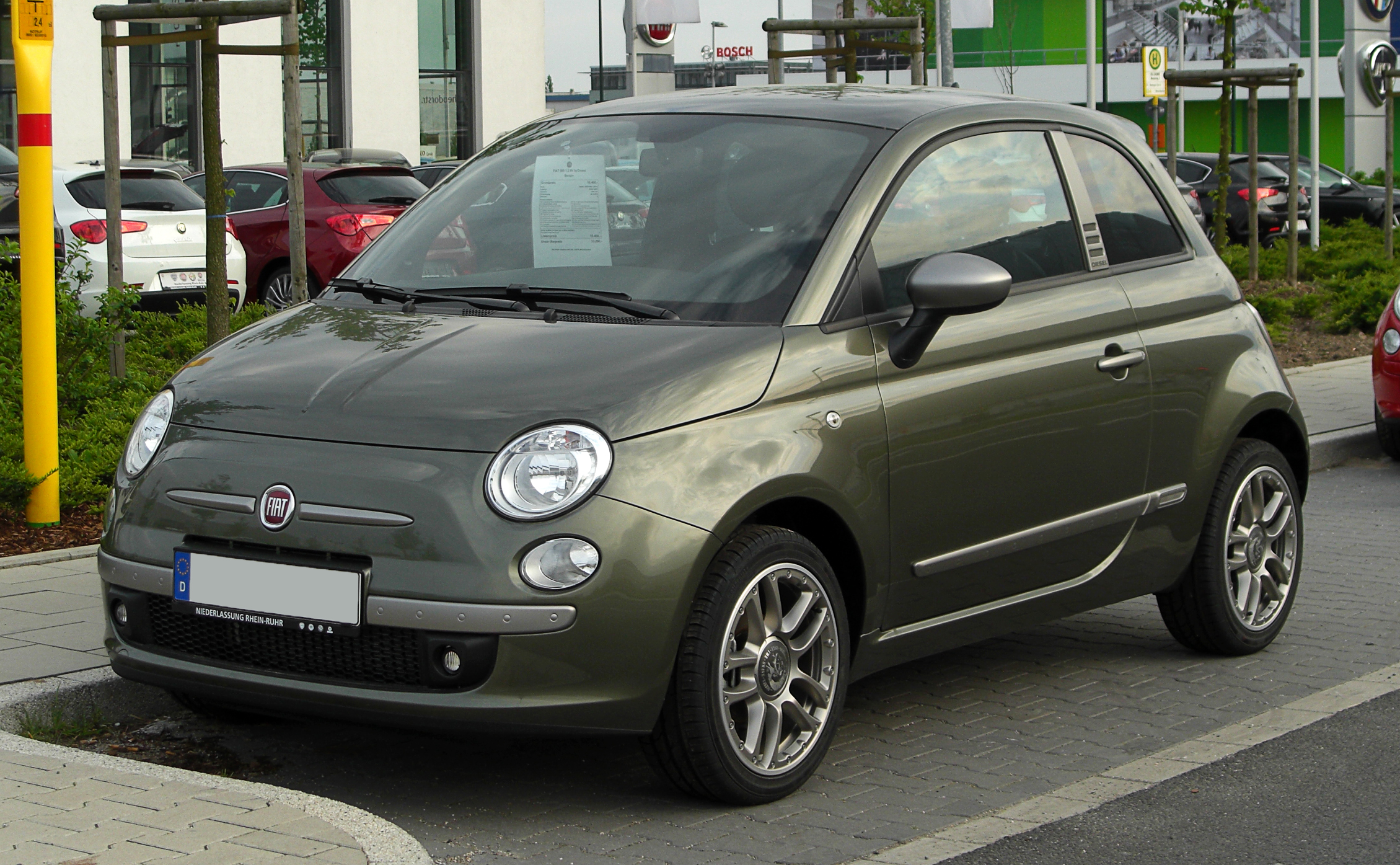
Fiat 500 1.2 8V „by Diesel“
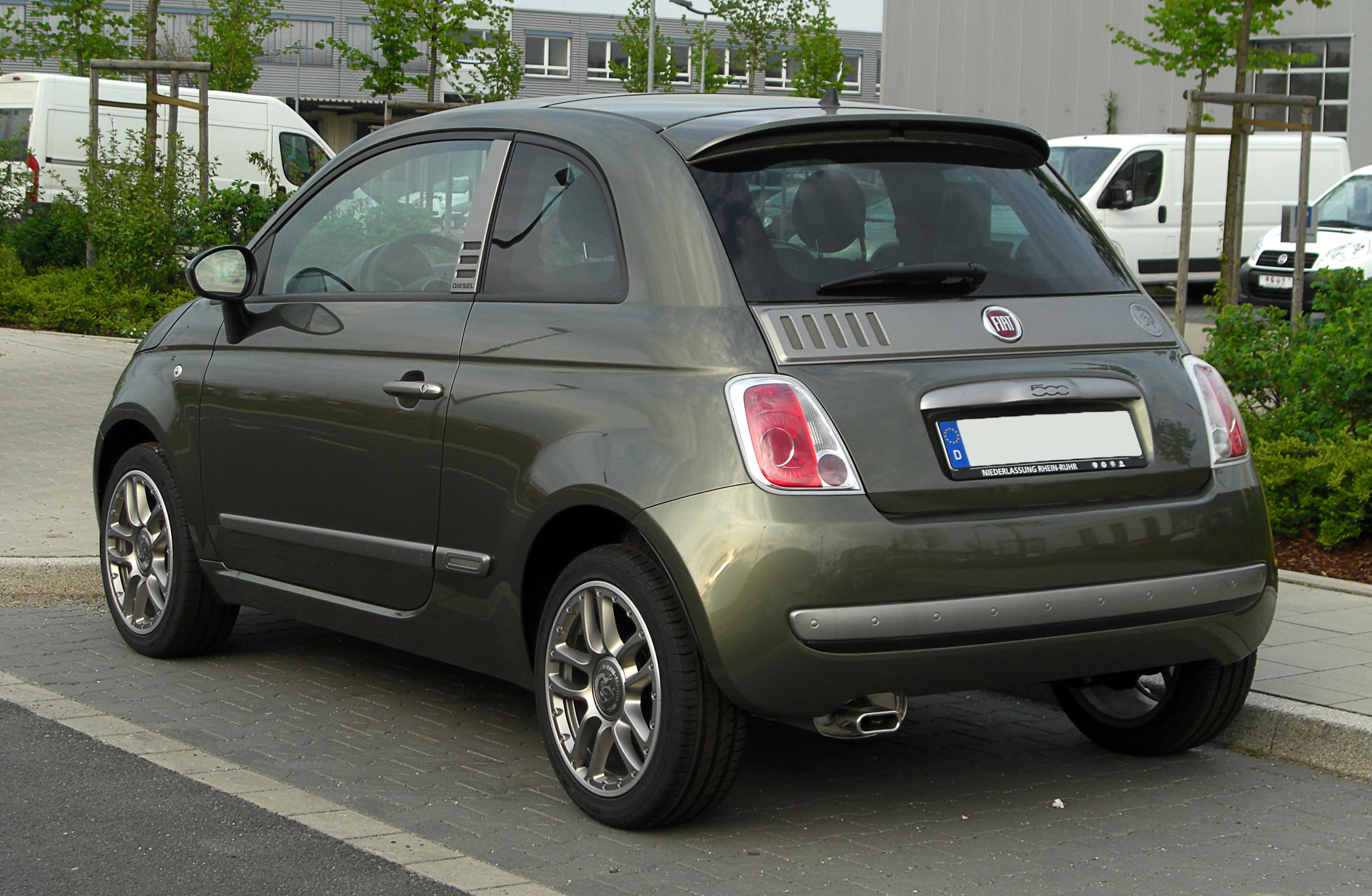
Heckansicht

#### 500 „by Gucci“

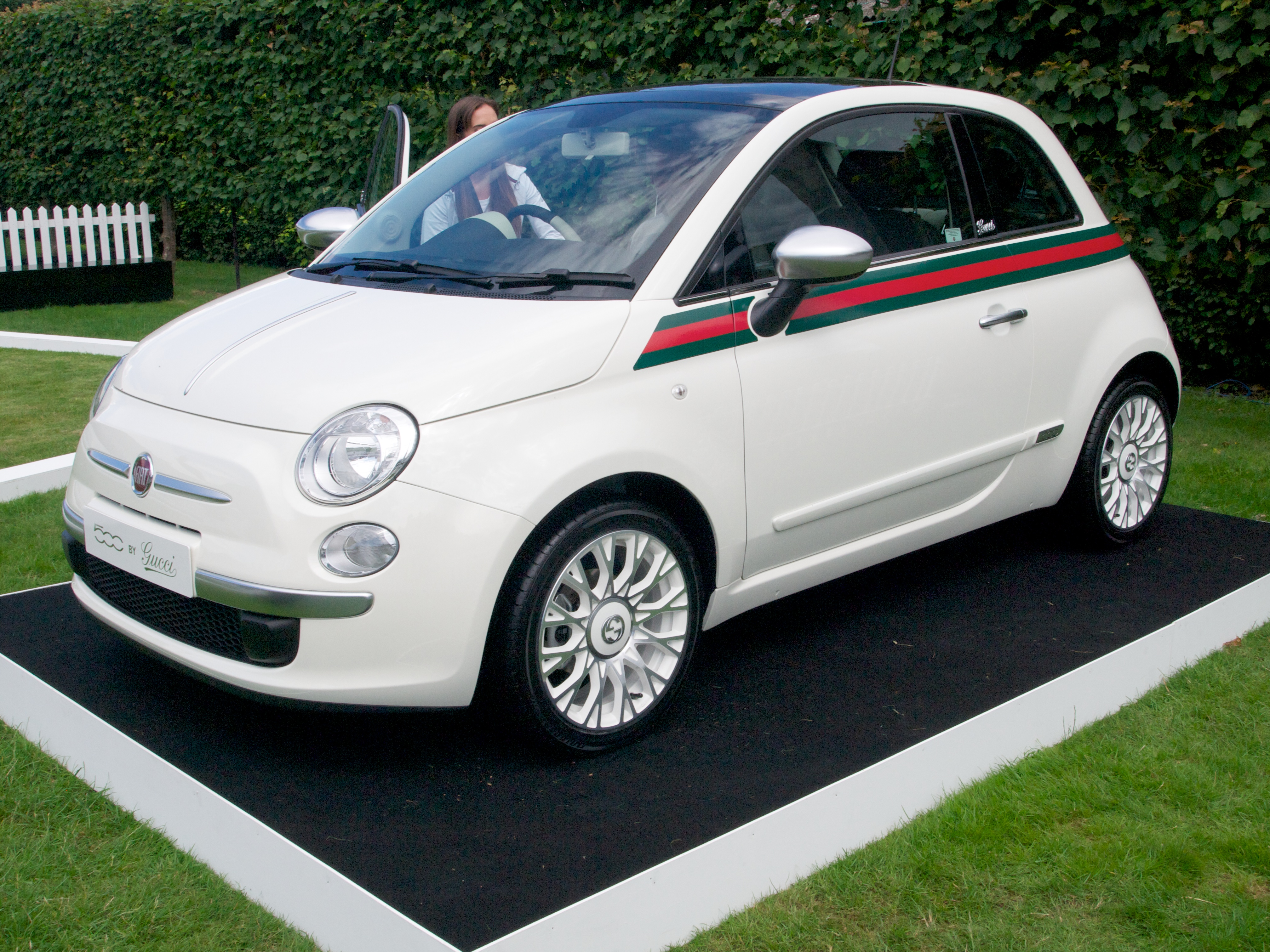
Fiat 500 „by Gucci“

Von 2011 bis 2013 gab es das Sondermodell „by Gucci“, das anlässlich des 150. Geburtstags der Italienischen Republik und des 90-jährigen Bestehens der Modemarke Gucci entstand.
Der 500 „by Gucci“ stand in Schwarz und Weiß zur Wahl. Die Seitenteile tragen Streifen in den Farben Grün-Rot-Grün, die Radkappen tragen die beiden verschlungenen Buchstaben „G“ der Modemarke in der Mitte. Auch der Schaltknauf trägt das Gucci-Logo, die Sitze sind mit dem typischen Guccissima-Druck versehen, und die Gurte sind grün-rot-grün.
Den 500 „by Gucci“ gab es als Limousine und als Cabrio. Beide Modelle wurden mit Vierzylinder-Ottomotoren mit 1,2 Liter Hubraum und acht Ventilen, 1,4 Liter und 16 Ventilen oder mit Zweizylinder-Twin-Air-Ottomotor angeboten.

#### 500 Sole
Ab April 2013 wurde die auf 1000 Exemplare limitierte Sonderserie „Sole“ angeboten. Das Sondermodell war als Dreitürer oder als Cabriolet, wahlweise in den Farben Sole Gelb, Passione Rot, Volare Blau, Cappuccino Beige oder Carrara Grau, erhältlich.

#### 500 GQ
Ebenfalls 2013 kam ein Modell mit der Bezeichnung GQ und dem Motto style hunter auf den Markt. In grauschwarzer Zweifarbenlackierung (vom Hersteller Bicolore-Lackierung genannt) mit orangefarbenen Kontrastdetails wird das Modell als „maßgeschneidert für den modernen Gentleman“ angeboten.
Satinierte Chrom-Details und 16″-Leichtmetallfelgen sowie Seitenschweller und ein Heckspoiler unterstreichen das sportliche Erscheinungsbild, das sich im Innenraum durch eine schwarze Lederausstattung mit orangefarbenen Nähten und Logos versehenen Elementen vom Serienmodell absetzt.
Die für dieses Modell angebotene Motorenpalette erstreckt sich vom 0.9 8V TwinAir über den 1,2 8V bis hin zum 1,4 16V.

#### 500 Riva
Im Sommer 2016 stellte Fiat das Sondermodell Riva vor. Es entstand in Zusammenarbeit mit dem gleichnamigen italienischen Motorboothersteller. Das Sondermodell ist an der exklusiven Metallic-Lackierung „Sera Blau“ und dem Riva-Schriftzug an der Seite und am Heck zu erkennen. Der Innenraum wird durch eine Armaturentafel aus Mahagoni mit Ahorneinsatz aufgewertet; der Schaltknauf und die Einstiegsleisten sind ebenfalls aus Mahagoni gefertigt. Zur Serienausstattung gehören elfenbeinfarbene Ledersitze von Poltrona Frau, das Uconnect-Infotainment-System, die Klimaautomatik und Nebelscheinwerfer.
Das Sondermodell wird mit den beiden bekannten Ottomotoren 1,2 8V und 0.9 8V TwinAir sowie dem Dieselmotor 1.3 16V MultiJet angeboten.

#### 500 Anniversario
Zum 60. Geburtstag des klassischen Fiat 500 stellte Fiat im Sommer 2017 das Sondermodell Anniversario vor. Das Sondermodell hat die exklusiven Lackierungen „Riviera Grün“ und „Sicilia Orange“ als Hommage an die 1950er-Jahre. Außerdem ist das Sondermodell an Designdetails wie Chromelementen auf der Motorhaube, verchromten Abdeckkappen der Außenspiegel, historischen Fiat-Logos sowie dem Styling der Leichtmetallräder zu erkennen.

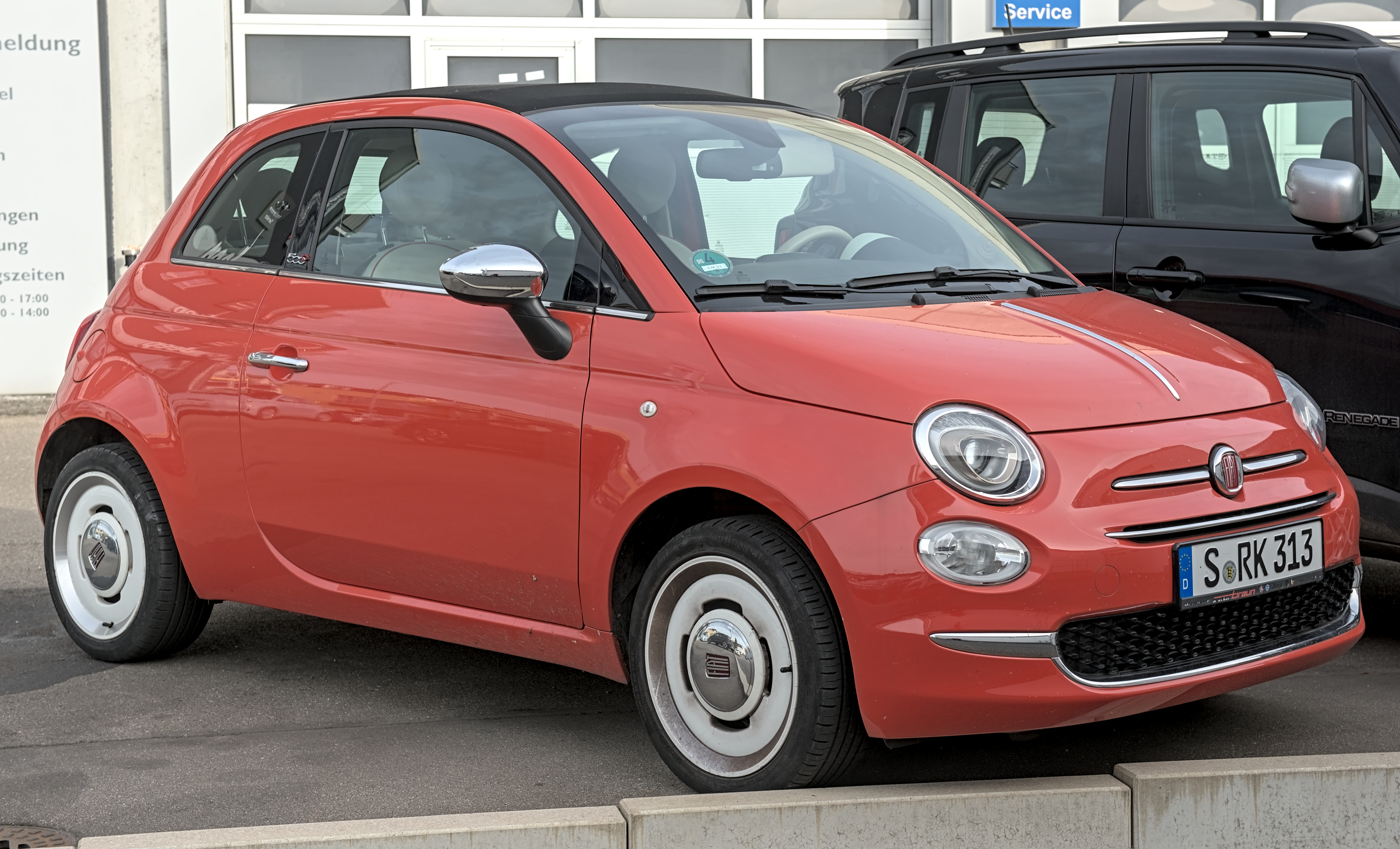
Fiat 500C Anniversario
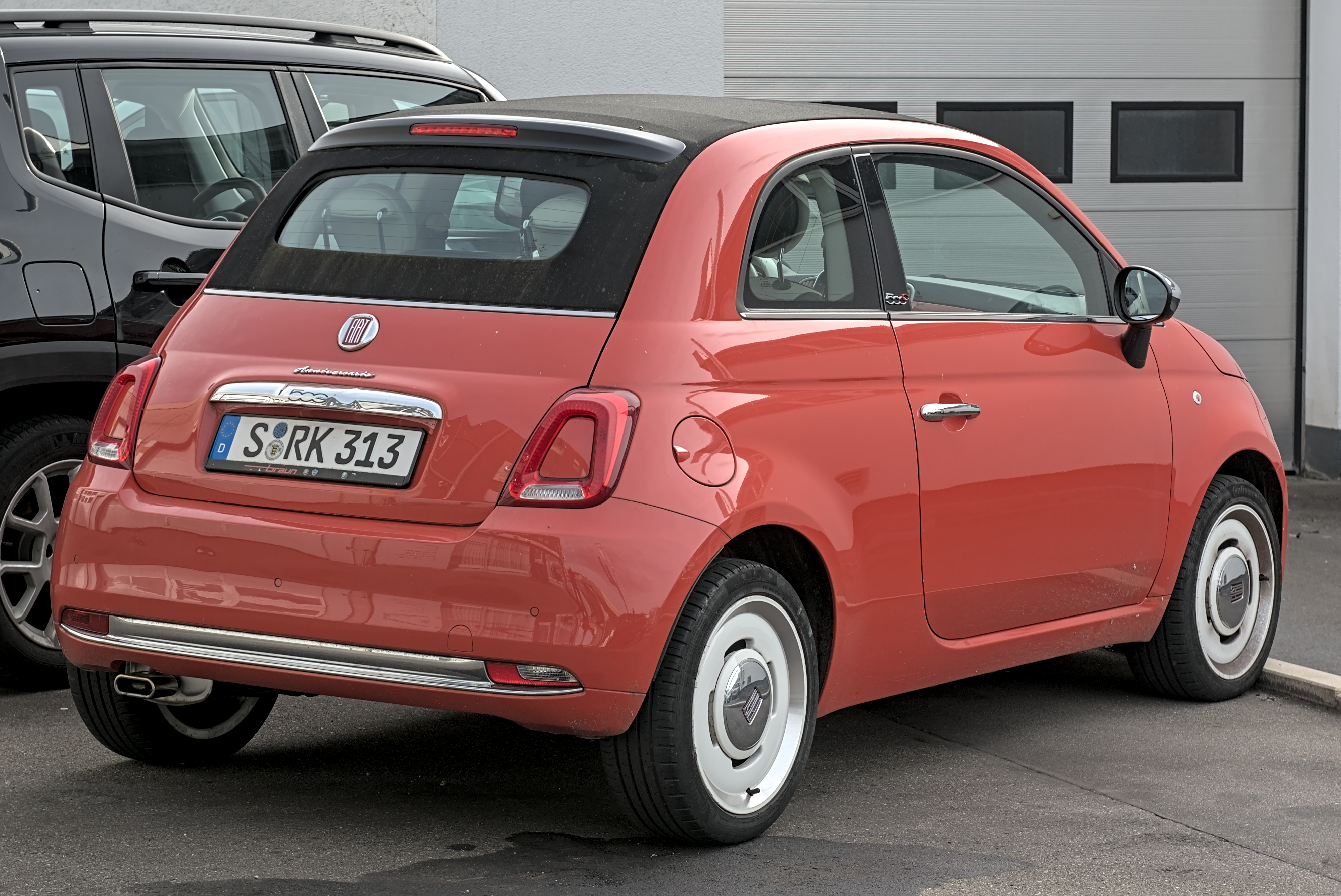
Heckansicht
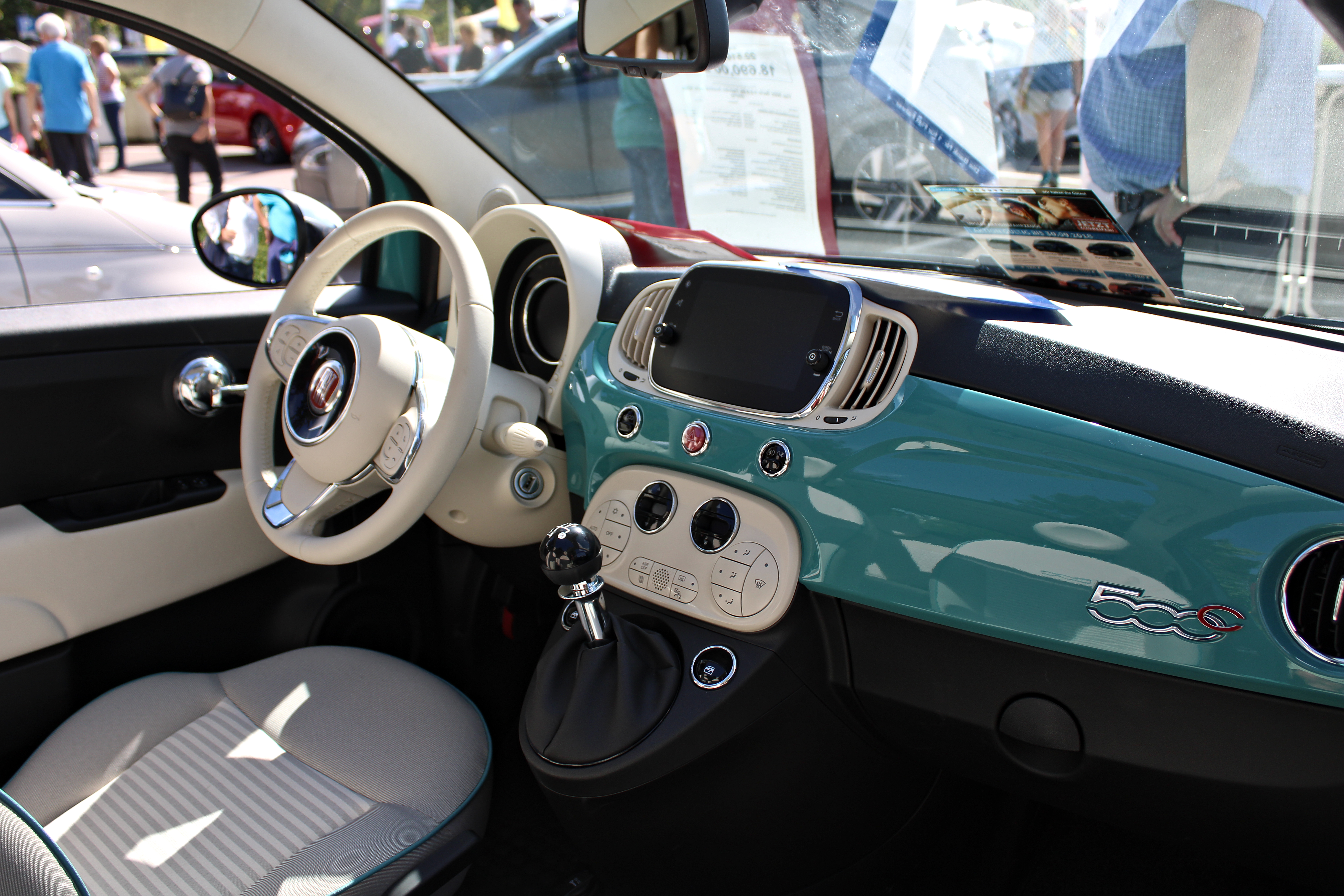
Innenansicht
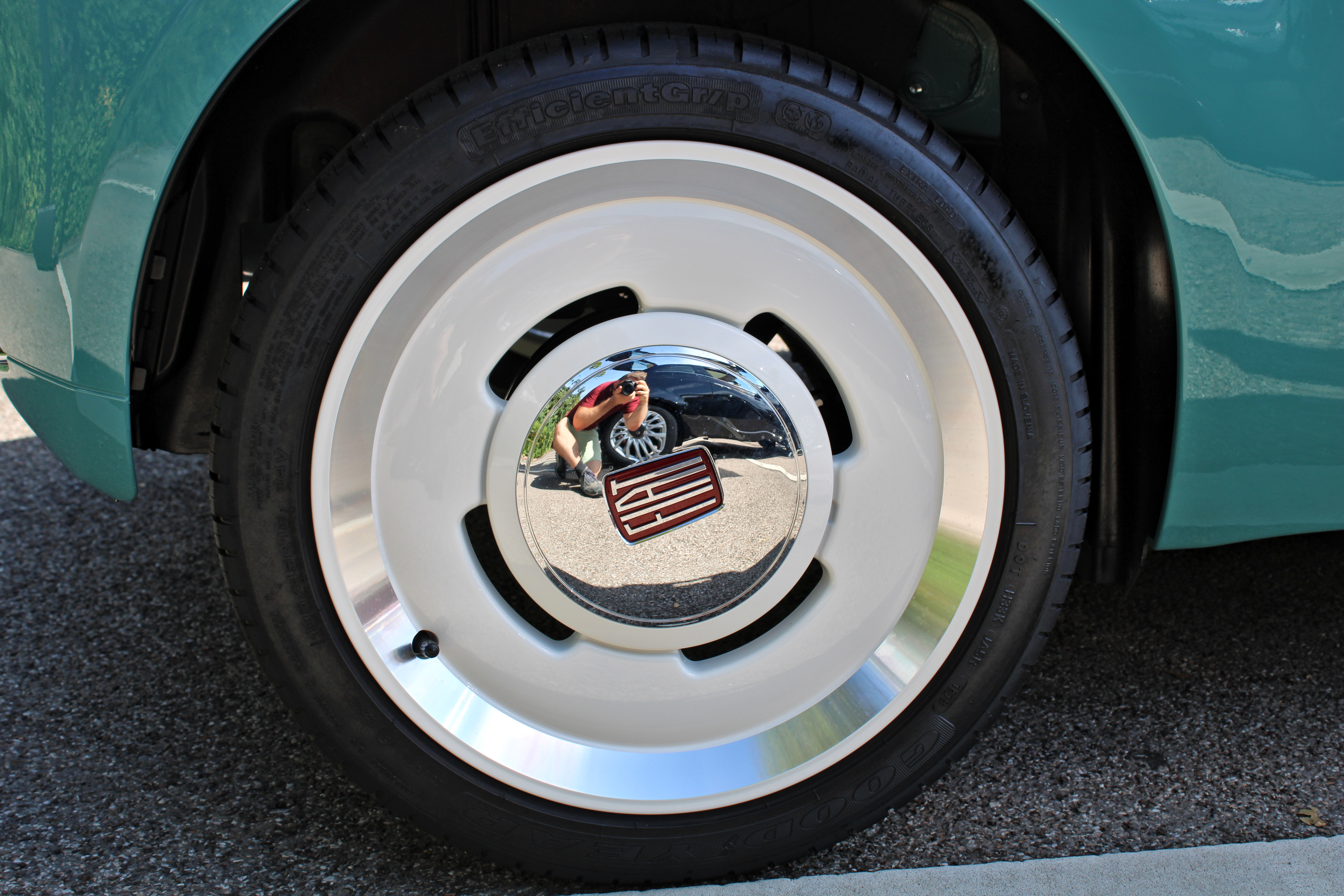
Verchromte Abdeckkappe

#### 500 Dolcevita
Anlässlich des 62. Geburtstags des klassischen Fiat 500 stellte Fiat am 4. Juli 2019 das Sondermodell Dolcevita vor. Das Sondermodell ist ausschließlich in der Lackierung „Gelato Weiß“ erhältlich.

#### 500 Più Dolcevita
Auch in „Gelato Weiß“ lackiert ist das am 11. Mai 2022 vorgestellte Sondermodell Più Dolcevita.

#### 500 1957 Collection
Eine Zweifarblackierung hat das Sondermodell 1957 Collection, das anlässlich des 67-jährigen Bestehens des Fiat 500 aufgelegt wurde. Es ist auf 1957 Exemplare limitiert.

#### 500 Tributo Trepiuno
Da die Studie Trepiùno zwanzig Jahre zuvor präsentiert wurde, stellte Fiat im März 2024 das Sondermodell Tributo Trepiuno vor. Farben und verwendete Materialien sollen an das Konzeptfahrzeug von 2004 erinnern.

#### 500 Edizione Principessa „by Marani“
Zum Abschluss der Baureihe wurde im September 2024 das auf 30 Exemplare limitierte Sondermodell Edizione Principessa „by Marani“ vorgestellt. Es hat eine Zweifarblackierung und viele verchromte Elemente.

## Mahlangu-500 (Why Africa?)
Schon von Oktober 2007 bis Februar 2008 zeigte die Pinakothek Agnelli in der Ausstellung Why Africa? einen von der südafrikanischen Künstlerin Esther Mahlangu mit geometrischen Motiven gestalteten Fiat 500. Es ist die Art der traditionellen Malereien an den Hütten und Häusern der Ndebele in Südafrika.

## Zulassungszahlen in Deutschland
Seit dem Marktstart bis einschließlich Dezember 2024 sind in der Bundesrepublik Deutschland insgesamt 511.366 Fiat 500 neu zugelassen worden. Mit 52.337 Einheiten – davon 29.635 BEV (57 %) und 18.937 Mild-Hybride (36 %) – war 2022 in Deutschland das erfolgreichste Verkaufsjahr. Das Kraftfahrt-Bundesamt zählt auch den Fiat 500E, den Fiat 500L und den Fiat 500X zu dieser Baureihe.
|  |

|  |

|  |

|  |

|  |

|  |

|  |

|  |

|  |

|  |

|  |

|  |

|  |

|  |

|  |

|  |

|  |

|  |

|  |

|  |

|  |

|  |

|  |

|  |

|  |

|  |

|  |

|  |

|  |

|  |

|  |

|  |

|  |

|  |

|  |

|  |

|  |

|  |

|  |

|  |

|  |

|  |

|  |

|  |

|  |

|  |

|  |

|  |

|  |

|  |

|  |

|  |

|  |

|  |

|  |

|  |

|  |

|  |

|  |

|  |

|  |

|  |

|  |

|  |

|  |

|  |

|  |

|  |

|  |

|  |

|  |

|  |

|  |

|  |

|  |

|  |

|  |

|  |

|  |

|  |

|  |

|  |

|  |

|  |

|  |

|  |

|  |

|  |

|  |

|  |

|  |

|  |

|  |

|  |

|  |

|  |

|  |

|  |

|  |

|  |

|  |

|  |

|  |

|  |

|  |

|  |

|  |

|  |

|  |

|  |

|  |

|  |

|  |

|  |

|  |

|  |

|  |

|  |

|  |

|  |

|  |

|  |

|  |

|  |

|  |

|  |

|  |

|  |

|  |

|  |

|  |

|  |

|  |

|  |

|  |

|  |

|  |

|  |

|  |

|  |

|  |

|  |

|  |

|  |

|  |

|  |

|  |

|  |

|  |

|  |

|  |

|  |

|  |

|  |

|  |

|  |

|  |

|  |

|  |

|  |

|  |

|  |

|  |

|  |

|  |

|  |

|  |

|  |

|  |

|  |

|  |

|  |

|  |

|  |

|  |

|  |

|  |

|  |

|  |

|  |

|  |

|  |

|  |

|  |

|  |

|  |

|  |

|  |

|  |

|  |

|  |

|  |

|  |

|  |

|  |

|  |

|  |

|  |

|  |

|  |

|  |

|  |

|  |

|  |

|  |

|  |

|  |

|  |

|  |

|  |

|  |

|  |

|  |

|  |

|  |

|  |

|  |

|  |

|  |

|  |

|  |

|  |

|  |

|  |

|  |

|  |

|  |

|  |

|  |

|  |

|  |

|  |

|  |

|  |

|  |

|  |

|  |

|  |

|  |

|  |

|  |

|  |

|  |

|  |

|  |

|  |

|  |

|  |

|  |

|  |

|  |

|  |

|  |

|  |

|  |

|  |

|  |

|  |

|  |

|  |

|  |

|  |

|  |

|  |

|  |

|  |

|  |

|  |

|  |

|  |

|  |

|  |

|  |

|  |

|  |

|  |

|  |

|  |

|  |

|  |

|  |

|  |

|  |

|  |

|  |

|  |

|  |

|  |

|  |

|  |

|  |

|  |

|  |

|  |

|  |

|  |

|  |

|  |

|  |

|  |

|  |

|  |

|  |

|  |

|  |

|  |

|  |

|  |

|  |

|  |

|  |

|  |

|  |

|  |

|  |

|  |

|  |

|  |

|  |

|  |

|  |

|  |

|  |

|  |

|  |

|  |

|  |

|  |

|  |

|  |

|  |

|  |

|  |

|  |

|  |

|  |

|  |

|  |

|  |

|  |

|  |

|  |

|  |

|  |

|  |

|  |

|  |

|  |

|  |

|  |

|  |

|  |

|  |

|  |

|  |

|  |

|  |

|  |

|  |

|  |

|  |

|  |

|  |

|  |

|  |

|  |

|  |

|  |

|  |

|  |

|  |

|  |

|  |

|  |

|  |

|  |

|  |

|  |

|  |

|  |

|  |

|  |

|  |

|  |

|  |

|  |

|  |

|  |

|  |

|  |

|  |

|  |

|  |

|  |

|  |

|  |

|  |

|  |

|  |

|  |

|  |

|  |

|  |

|  |

|  |

|  |

|  |

|  |

|  |

|  |

|  |

|  |

|  |

|  |

|  |

|  |

|  |

|  |

|  |

|  |

|  |

|  |

|  |

|  |

|  |

|  |

|  |

|  |

|  |

|  |

|  |

|  |

|  |

|  |

|  |

|  |

|  |

|  |

|  |

|  |

|  |

|  |

|  |

|  |

|  |

|  |

|  |

|  |

|  |

|  |

|  |

|  |

|  |

|  |

|  |

|  |

|  |

|  |

|  |

|  |

|  |

|  |

|  |

|  |

|  |

|  |

|  |

|  |

|  |

|  |

|  |

|  |

|  |

|  |

|  |

|  |

|  |

|  |

|  |

|  |

|  |

|  |

|  |

|  |

|  |

|  |

|  |

|  |

|  |

|  |

|  |

|  |

|  |

|  |

|  |

|  |

|  |

|  |

|  |

|  |

|  |

|  |

|  |

|  |

|  |

|  |

|  |

|  |

|  |

|  |

|  |

|  |

|  |

|  |

|  |

|  |

|  |

|  |

|  |

|  |

|  |

|  |

|  |

|  |

|  |

|  |

|  |

|  |

|  |

|  |

|  |

|  |

|  |

|  |

|  |

|  |

|  |

|  |

|  |

|  |

|  |

|  |

|  |

|  |

|  |

|  |

|  |

|  |

|  |

|  |

|  |

|  |

|  |

|  |

|  |

|  |

|  |

|  |

|  |

|  |

|  |

|  |

|  |

|  |

|  |

|  |

|  |

|  |

|  |

|  |

|  |

|  |

|  |

|  |

|  |

|  |

|  |

|  |

|  |

|  |

|  |

|  |

|  |

|  |

|  |

|  |

|  |

|  |

|  |

|  |

|  |

|  |

|  |

|  |

|  |

|  |

|  |

|  |

|  |

|  |

|  |

|  |

|  |

|  |

|  |

|  |

|  |

|  |

|  |

|  |

|  |

|  |

|  |

|  |

|  |

|  |

|  |

|  |

|  |

|  |

|  |

|  |

|  |

|  |

|  |

|  |

|  |

|  |

|  |

|  |

|  |

|  |

|  |

|  |

|  |

|  |

|  |

|  |

|  |

|  |

|  |

|  |

|  |

|  |

|  |

|  |

|  |

|  |

|  |

|  |

|  |

|  |

|  |

|  |

|  |

|  |

|  |

|  |

|  |

|  |

|  |

|  |

|  |

|  |

|  |

|  |

|  |

|  |

|  |

|  |

|  |

|  |

|  |

|  |

|  |

|  |

|  |

|  |

|  |

|  |

|  |

|  |

|  |

|  |

|  |

|  |

|  |

|  |

|  |

|  |

|  |

|  |

|  |

|  |

|  |

|  |

|  |

|  |

|  |

|  |

|  |

|  |

|  |

|  |

|  |

|  |

|  |

|  |

|  |

|  |

|  |

|  |

|  |

|  |

|  |

|  |

|  |

|  |

|  |

|  |

|  |

|  |

|  |

|  |

|  |

|  |

|  |

|  |

|  |

|  |

|  |

|  |

|  |

|  |

|  |

|  |

|  |

|  |

|  |

|  |

|  |

|  |

|  |

|  |

|  |

|  |

|  |

|  |

|  |

|  |

|  |

|  |

|  |

|  |

|  |

|  |

|  |

|  |

|  |

|  |

|  |

|  |

|  |

|  |

|  |

|  |

|  |

|  |

|  | Benziner (333.714) |

|  | Benziner (333.714) |

|  | Diesel (23.668) |

|  | Diesel (23.668) |

|  | Benzin-Hybrid (80.490) |

|  | Benzin-Hybrid (80.490) |

|  | Elektro (73.494) |

|  | Elektro (73.494) |

## Auszeichnungen
- 2007: Leser Zuneigung der Zeitschrift „What Car?“[40]
- 2007: Car of the Year 2007 (Car Magazine)
- 2007: City Car of the Year (TopGear)[41]
- 2008: Europäisches Auto des Jahres 2008[42]
- 2008: Bestes Stadtauto[43]
- 2009: World Car Design of the Year[44]
- 2009: Bestes Stadtauto[45]